# Tricholome prétentieux
Tricholoma portentosum
Vous lisez un « article de qualité » labellisé en 2021.
Espèce
Tricholoma portentosum, le Tricholome prétentieux, est une espèce de champignons (Fungi) basidiomycètes de la famille des Tricholomataceae. 
Cette espèce est originaire de l'ensemble de l'écozone paléarctique et du nord-ouest du néarctique. Son mycélium entretient une symbiose mycorhizienne principalement avec le Pin sylvestre et plus largement avec d'autres espèces de Pins. Ce champignon fructifie en troupe en fin d'automne où il est relativement courant, voire abondant. 
T. portentosum est assez difficile à différencier de certains de ses congénères gris du genre Tricholoma dont il partage la silhouette charnue caractéristique, le pied solidaire du chapeau, les lames échancrées, la sporée blanche et la chair d'un blanc immuable. Seules les fibrilles de son chapeau ressemblant à des cheveux, les reflets jaunes dans ses lames et à la base de son pied et la cuticule de son chapeau pelable pourront le distinguer à coup sûr d'espèces toxiques telles que le Tricholome de Josserand auquel il peut être mêlé. Du point de vue taxonomique, il est proche du Canari. Des points de vue populaire, biologique et chimique, il est proche du Petit-gris. 
Champignon comestible réputé et reconnu au goût iodé, le Tricholome prétentieux est apprécié dans l'ensemble de l'Eurasie où il est parfois récolté en masse. Ses composants sont semblables à ceux des autres Tricholomataceae et, à ce titre, il constitue un apport correct en fibres et moyen en protéines. Il se révèle être un faible bioaccumulateur de métaux lourds et un bioaccumulateur moyen concernant la radioactivité. Quant à sa mise en culture, les expérimentations de laboratoire sont prometteuses.

## Taxonomie

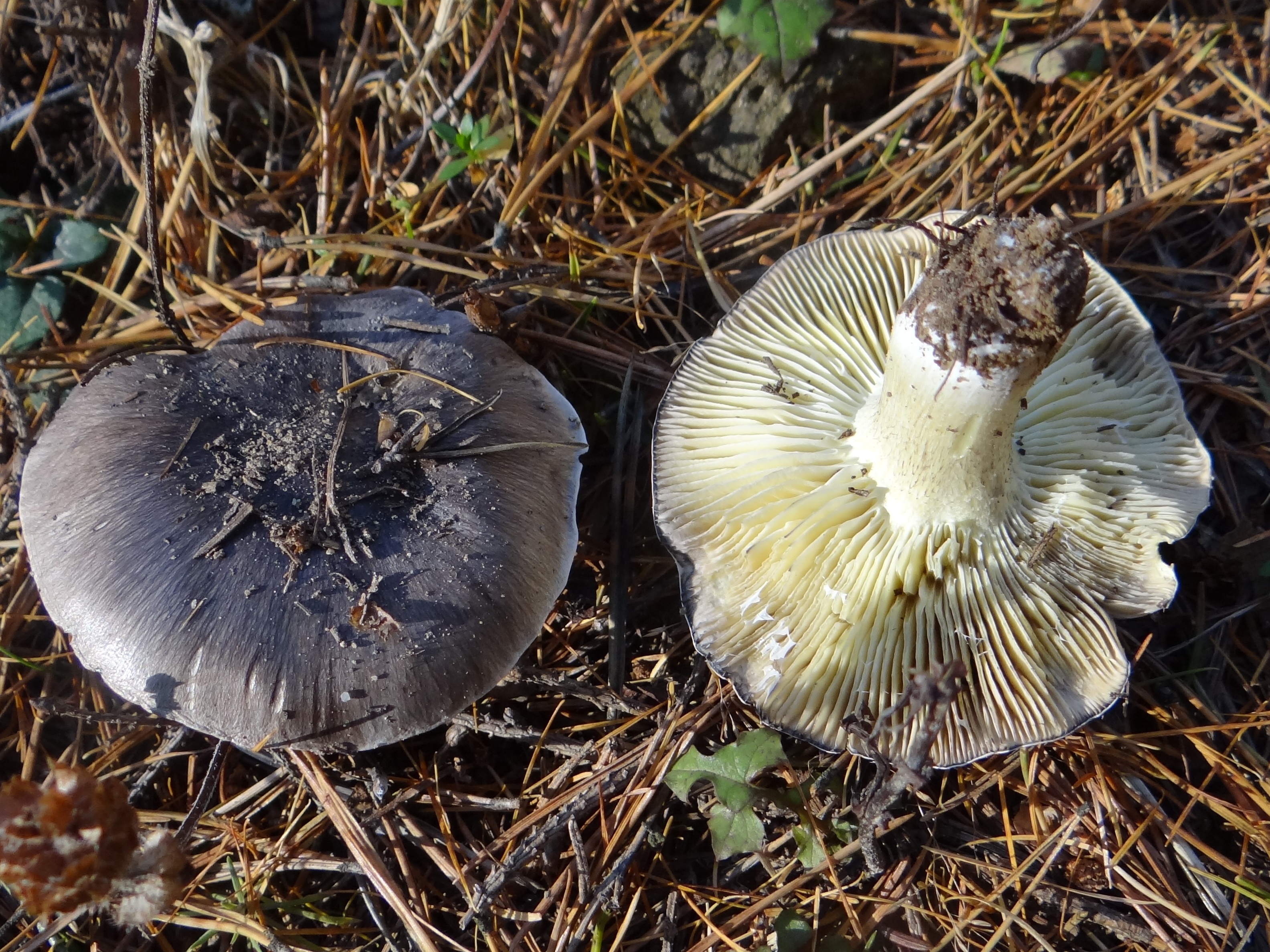
Tricholoma portentosum - dessus-dessous.

Cette espèce est initialement décrite sous le nom Agaricus portentosus par le Suédois Elias Magnus Fries dans son ouvrage monumental de 1821, à la base de la mycologie moderne : Systema mycologicum et ses addentum,. Le genre Agaricus est alors d'une définition bien plus large qu'actuellement, se rapprochant de celle de l'ordre des Agaricales. Il la décrit ainsi : 
« Agaricus portentosus : pileo […] inaequali viscido lineolis innatis nigricantibus virgato […]. In pinetis boreali-montosis, seriori autumno abunde, varius statura et colore, qui in pileo vulgo quidem fuligineus (in sicco opacus!) sed etiam sordide luteus […], sed semper sapore grato et odore mitis »
— Citation latine d'Elias Magnus Fries tirée de son ouvrage Epicrisis Systematis mycologici de 1836.
Cette description latine peut être traduite en français par « Agaricus portentosus : chapeau […] irrégulièrement visqueux et marqué de rayures linéaires noirâtres […]. Dans les pinèdes de Pin sylvestre et de Pin de montagne, abondant à la fin de l'automne, varié en taille et en couleur, au chapeau certes communément fuligineux (plus sombre par temps sec!), mais aussi jaune sale […], avec toujours un goût agréable et une odeur douce. »
Cette espèce est une première fois classée dans le genre Tricholoma par le Jurassien et fils spirituel de Fries, Lucien Quélet, dans son ouvrage Les champignons du Jura et des Vosges de 1874, qui change d'avis en 1888 et la place dans son nouveau genre, Gyrophila, détricoté depuis. En 1914, à partir des exemplaires nord-américains, William Alphonso Murrill inclut l'espèce dans le genre Melanoleuca, dont il propose une redéfinition ; ce genre, à l'étude difficile, a été remanié de nombreuses fois au cours de son histoire. L'espèce est enfin replacée au sein des Tricholoma par Auguste Sartory et Louis Maire dans leur Synopsis du genre Tricholoma de 1918 et est aujourd'hui reconnue comme une parente essentielle de ce genre,.

### Synonymie

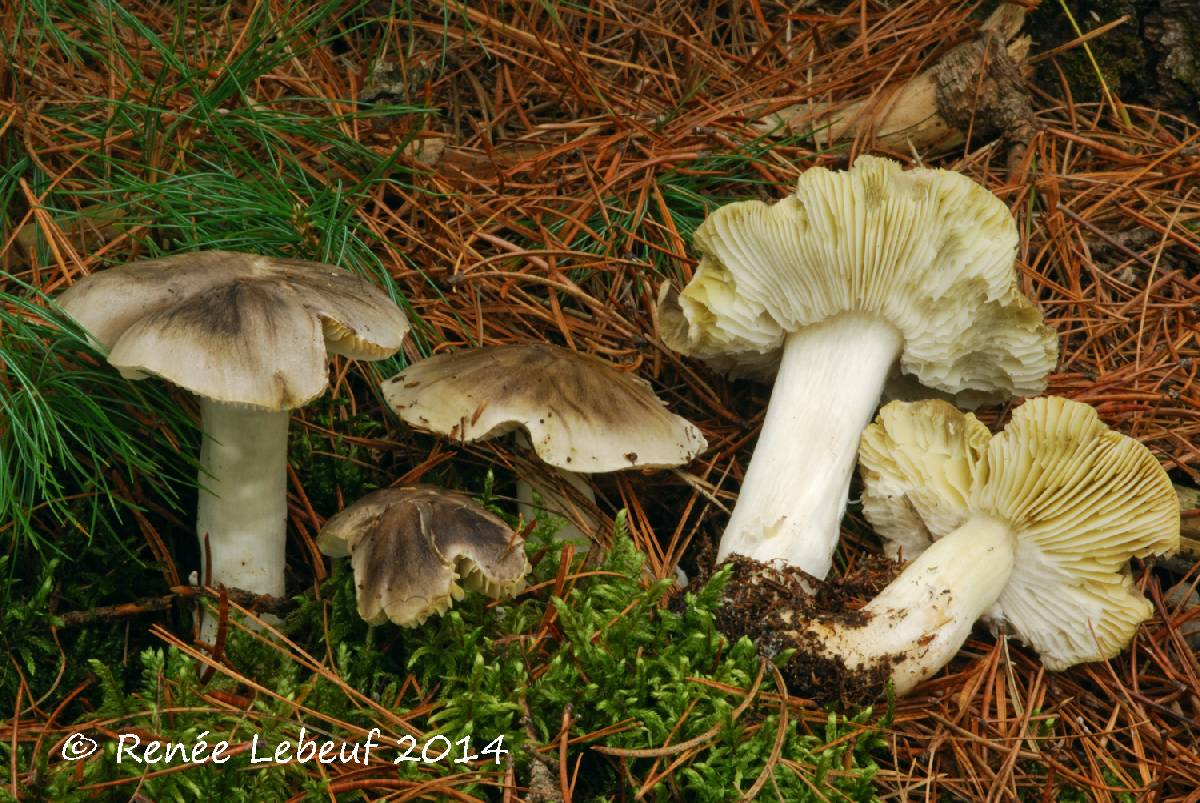
Tricholoma portentosum (Québec).

Tricholoma portentosum a pour synonymes :
- Agaricus portentosus Fr. (1821) : basionyme[10]
- Gyrophila portentosa (Fr.) Quél. (1886)[10]
- Gyrophila sejuncta var. portentosa (Fr.) Quél. (1896)[10]
- Melanoleuca portentosa (Fr.) Murrill (1914)[10]

Charles Horton Peck a décrit en 1902 une espèce nord-américaine sans tons jaunes sous le nom de Tricholoma niveipes, dont la synonymie demeure incertaine.

### Étymologie et dénominations

#### Dénominations scientifique et vulgarisée
Le nom scientifique du genre Tricholoma provient du grec ancien θρίξ (trix), τριχός (trichos), « cheveux », et λῶμα (lôma), « frange », en raison des fibrilles ornant le chapeau de nombreuses espèces de ce genre ; l'épithète spécifique portentosum est issue du latin portentosus, « merveilleux, prodigieux », à cause de ses qualités gustatives.
Le nom vulgarisé et normalisé « Tricholome prétentieux », parfois simplifié en « Prétentieux », est une traduction littérale incorrecte du nom scientifique. Une vulgarisation plus respectueuse du choix de Fries aurait plutôt donné « Tricholome merveilleux ». Selon André Marchand, mycologue français réputé des années 1960, 1970 et 1980, l'épithète « prétentieux » est un anthropomorphisme absurde sans lien avec la morphologie modeste de ce champignon,.

#### Dénominations vernaculaires en français
Ce champignon est appelé, par comparaison avec le Petit-gris, « Petit-gris d'automne », « Bise d'automne », « Bise d'hiver », « Petit-gris jaune » et « Gris de fer ». Le nom vernaculaire « champignon des mousses » rappelle son biotope de prédilection, les pinèdes moussues. Il est également nommé « Nératou » en occitan, et « Noirot » en français, en raison de son chapeau noir ou encore, pour la même raison, « Charbonnier », ce dernier nom désignant également le Petit-gris et la Russule charbonnière.

#### Dénominations dans les autres langues
- (be) Падзялёнка (padzialionka)[25]
- (ca) Fredolic gros[26]
- (cs) Čirůvka havelka[27]
- (de) Schwarzfaseriger Ritterling[18] (le Tricholome à chapeau fibrillé de noir)
- (da) Grå ridderhat[28] (le Tricholome gris)
- (en) britannique : Coalman[29] (le Charbonnier) ; américain : Sooty head[30] (la Tête brûlée), Sticky gray trich[31] (le Tricholome gris visqueux)
- (es) Capuchina[32],[33] (le Capuchon) ; Carbonera[33] (le Charbonnier) ; Tortullo[33]
- (eu) Ziza ilun-hankahorixka[34] (le Tricholome sombre à pied jaunâtre)
- (et) Triibuline heinik[35] (le Tricholome strié)
- (fi) Viiruvalmuska[36] (le Tricholome strié)
- (gl) Tortullo[37]
- (hu) Szürke pereszke[38] (le Tricholome gris)
- (it) Tricoloma portentoso (le Tricholome prodigieux). Noms dialectaux : Cicalotto (Sienne, Ligurie), Castagnolo (Massa-Carrara), Perrupato gruossu (Cosenza)[39].
- (ja) シモフリシメジ[40], (Shimofuri shimeji, Shimeji de la saison des gelées)
- (ka) შავჩოხა[41] (Shavchokha, le Tricholome noir)
- (lt) Juosvažalis baltikas[42] (le Tricholome strié)
- (nl) Glanzende ridderzwam[43] (l'Agaric chevaleresque brillant)
- (pl) Gąska niekształtna[44] (le Tricholome difforme)
- (ru) Рядовка серая[45] (le Tricholome gris)
- (sv) Streckmusseron[46] (le Mousseron des bois)
- (uk) Рядовка темно-сіра[47] (le Tricholome gris-foncé)
- (zh) 灰口蘑[48] (Huī kǒumó, le Tricholome poussiéreux).

## Systématique
- - T. guldeniae
  - 
    - 
      - T. sejunctum
      - T. viridilutescens

    - 
      - 
        - 
          - T. portentosum
          - T. aestuans

        - 
          - T. bresadolanum
          - 
            - T. sciodes
            - T. virgatum

      - 
        - 
          - T. umbonatum
          - T. columbetta

        - 
          - T. joachimii
          - 
            - T. frondosae (type I)
            - 
              - T. equestre
              - T. frondosae (type II)

Depuis les travaux de Marcel Bon, des années 1970 et 1980, le genre Tricholoma est clairement défini et se distingue par un sporophore charnu à silhouette conique-obtuse, dite « tricholomatoïde », dont le pied et le chapeau ombiliqué ne sont pas séparables. La chair est principalement blanche et immuable. Ses lames sont échancrées et sa sporée est blanche. Ce sont des champignons ectomycorhiziens à fructification essentiellement automnale,.
T. portentosum appartient au sous-genre Tricholoma qui comprend des espèces à la surface du chapeau visqueuse ou sèche, plus ou moins glabre et généralement fibrillée radialement, tomenteuse ou squameuse.
Ce champignon est placé au sein de la section nommée Tricholoma par les anglosaxons, et Equestria par les latins, avec pour espèce type Tricholoma equestre, le Canari. Cette section regroupe des espèces à la cuticule fibrillée ou squamuleuse, de couleur blanchâtre, grisâtre verdâtre mais principalement jaune, ou, à tout le moins, aux lames présentant des reflets jaunes.
Une étude phylogénique de 2017 portant sur des spécimens de Tricholomes récoltés en Europe du Nord montre que, au sein de cette section, T. portentosum se trouve dans une position intermédiaire entre les espèces à la cuticule sèche grise ou jaune, incarnées par Tricholoma virgatum, et les espèces à la cuticule visqueuse verdâtre à jaunâtre, incarnées par Tricholoma sejunctum.

## Description

### Macroscopie
Le Tricholome prétentieux est un champignon de taille moyenne, dont le chapeau mesure de 30 à 110 mm de diamètre. Celui-ci est conique à campanulé et s'étale avec l'âge tout en gardant souvent un mamelon central. Il est brillant gris clair à gris-noir, avec des stries radiales plus foncées nettement visibles (les fibrilles), et sa marge est souvent d'un gris un peu plus clair, voire teintée de jaune citron avec l'âge. La cuticule est visqueuse par temps humide et se pèle facilement. Ses lames blanches, épaisses et échancrées, intercalées de lamellules, présentent des reflets jaunes se fonçant en jaune citron chez les spécimens âgés, et rosissent une fois gelées. L'impression des spores est blanche. Le pied cylindrique, mesurant de 30 à 120 mm de haut sur 10 à 30 mm de diamètre, est blanc jaunissant avec l'âge et souvent profondément enterré. Nettement fibreux, il peut s'ouvrir de bas en haut en effectuant une pression entre deux pouces, les morceaux fendus s'enroulant alors progressivement en spirale. La chair du sporophore est épaisse et blanche à grisâtre ; elle a une odeur de farine fraîche et une saveur identique mêlée d'huître,,,,. Elle montre une réaction verte au chlorure de fer(III).

Tricholoma portentosum, le Tricholome prétentieux
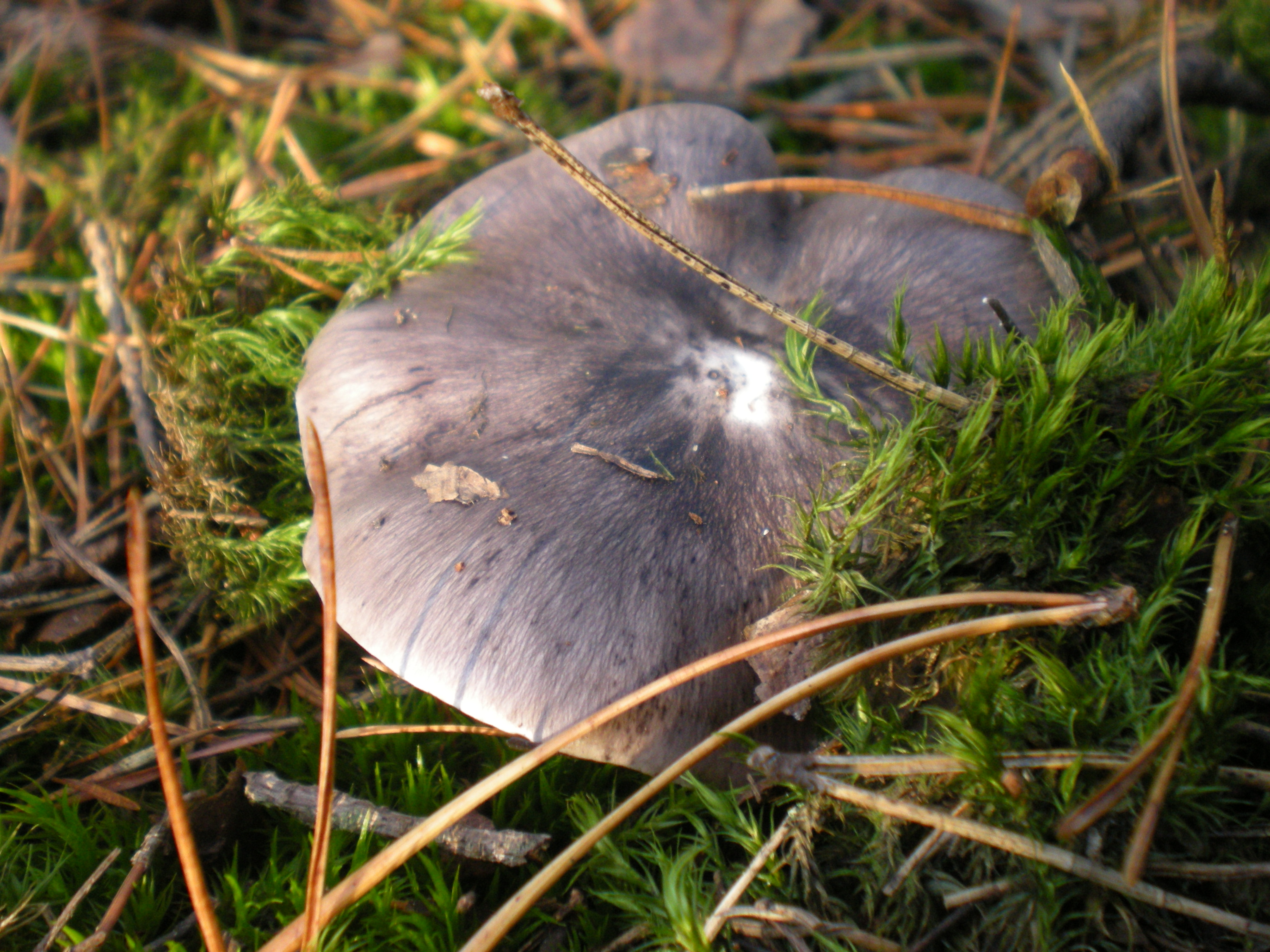
Chapeau étalé (Pologne).
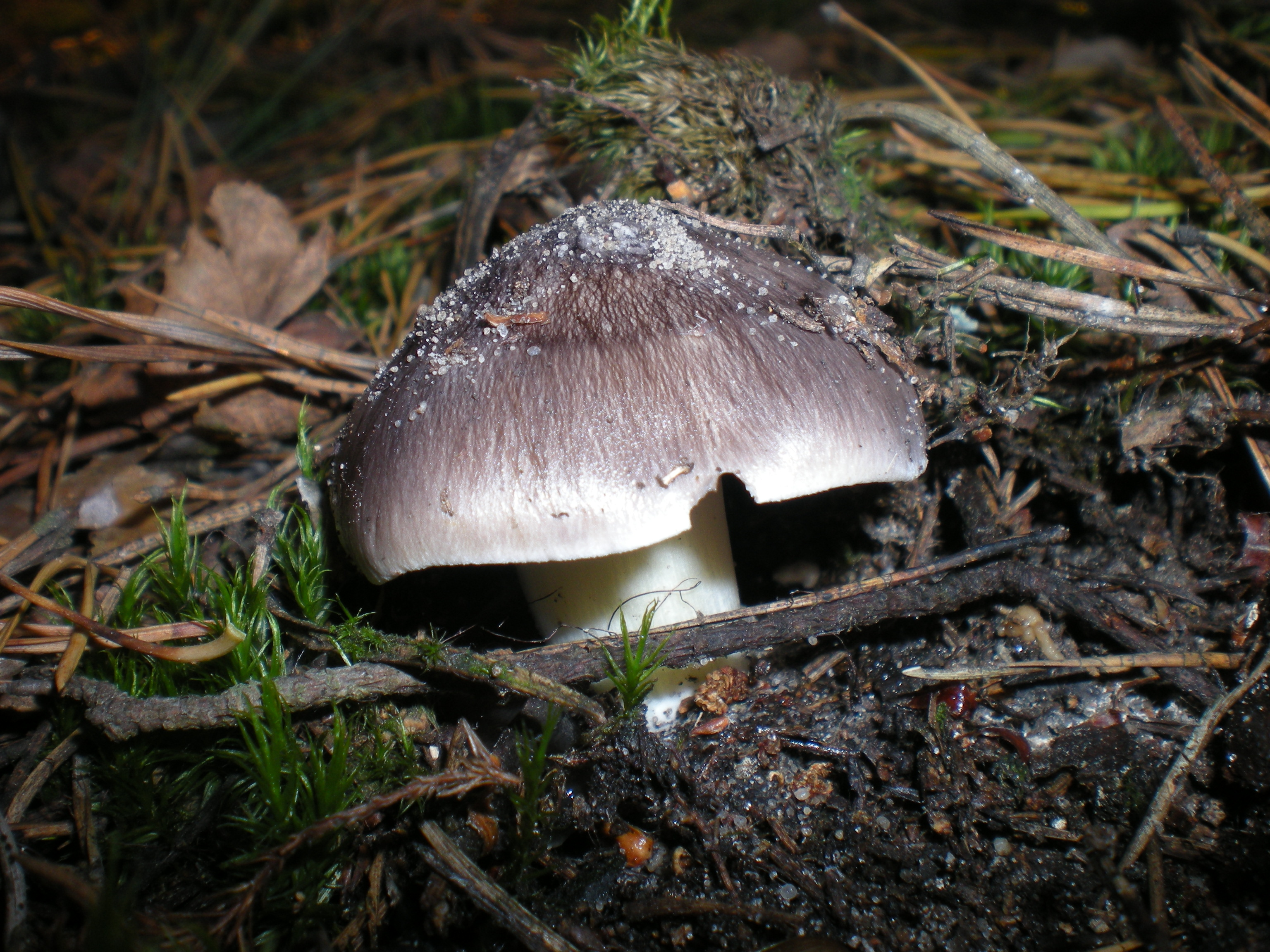
Jeune spécimen (Pologne).
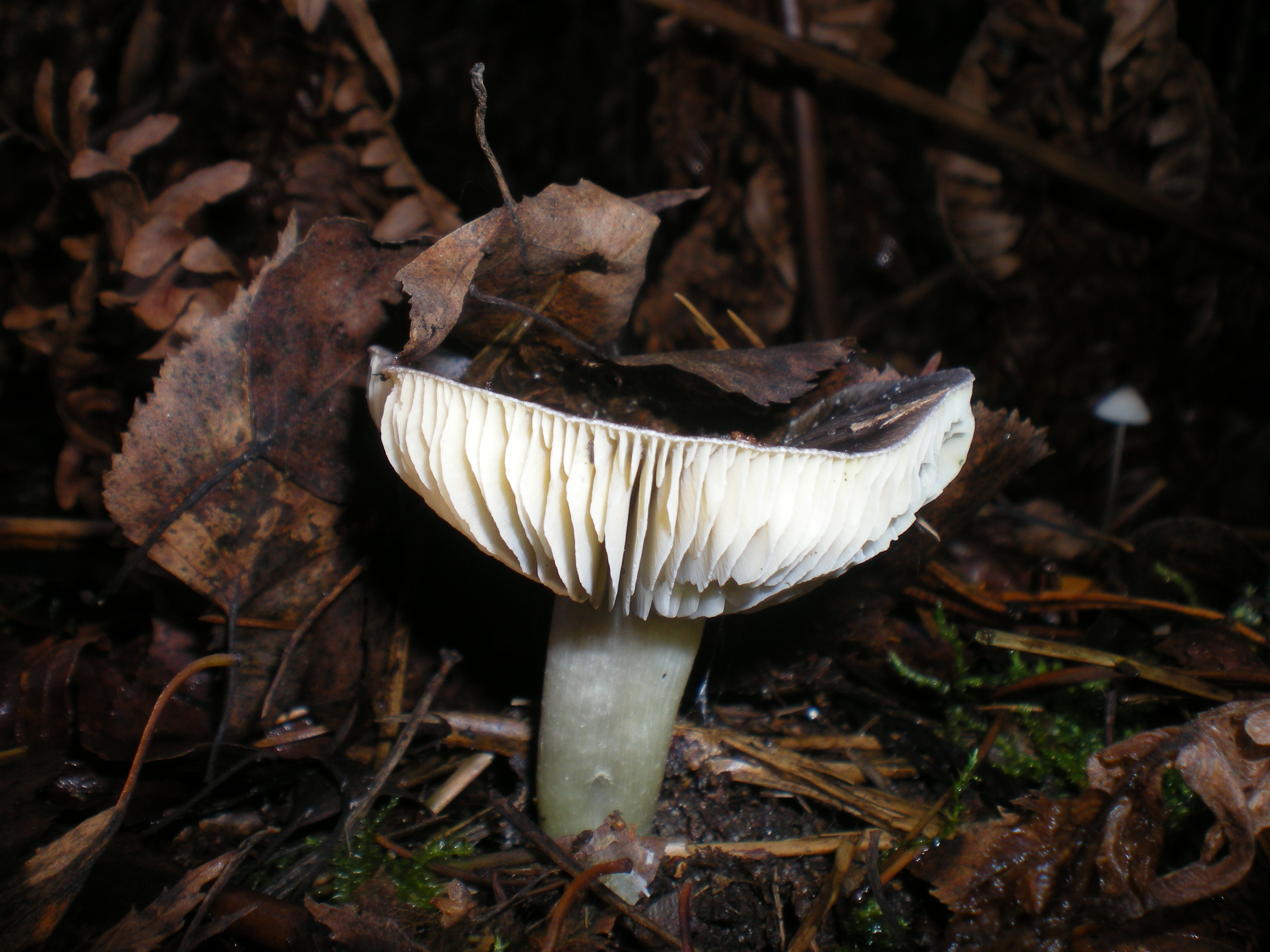
Spécimen âgé (Pologne).
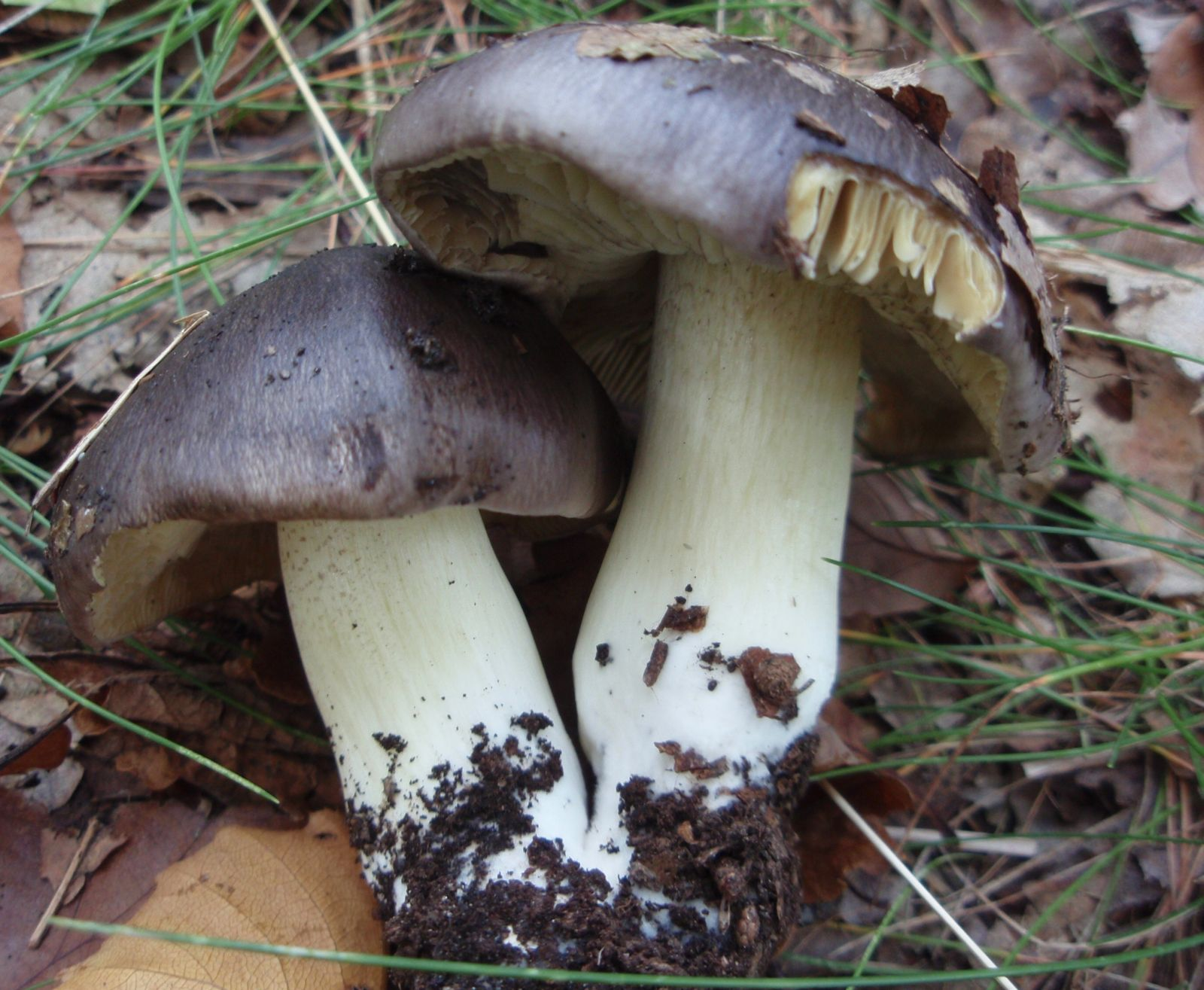
Spécimens à la cuticule brune.
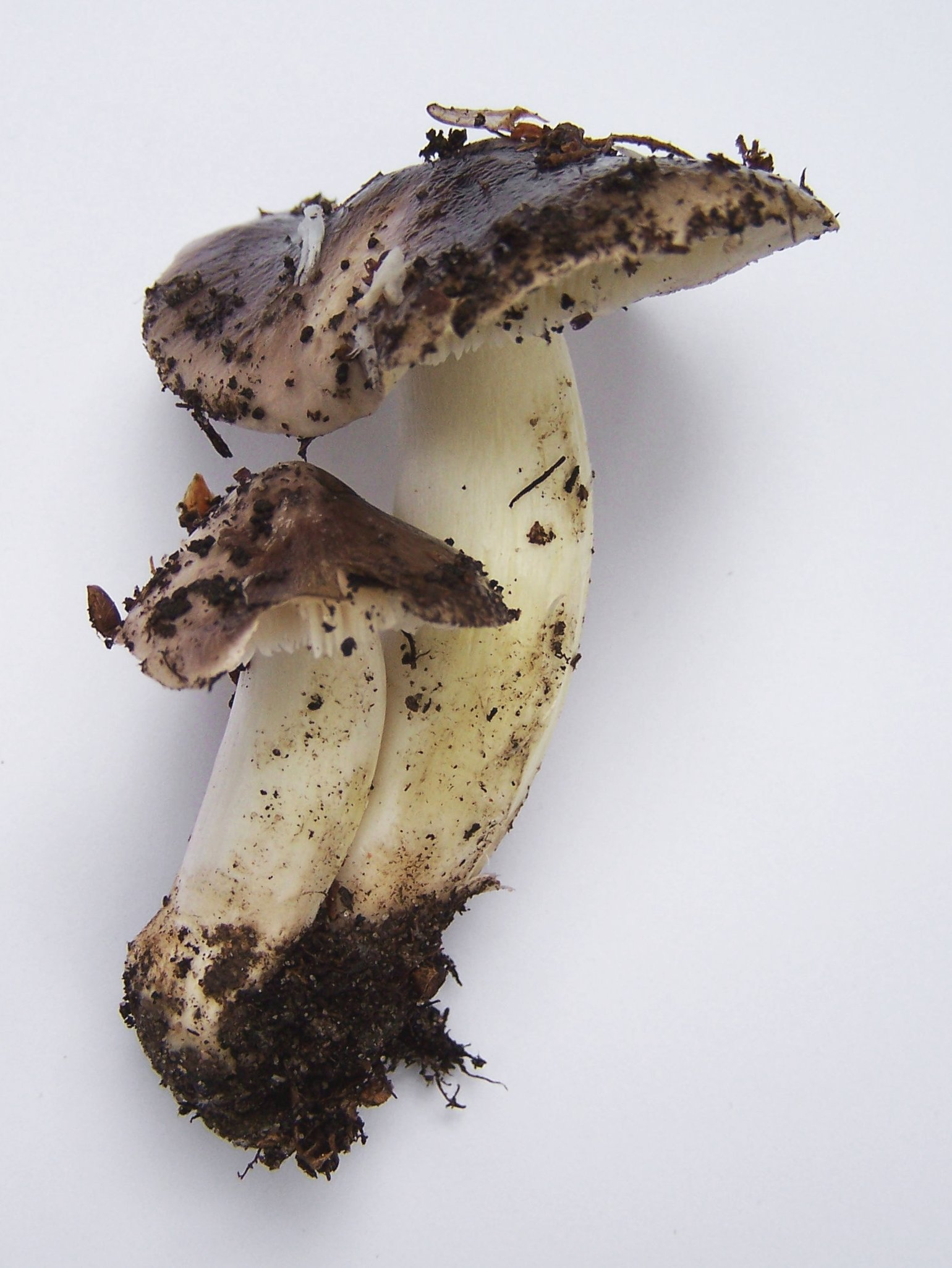
Spécimens récoltés, aux pieds soudés dits « connés ».
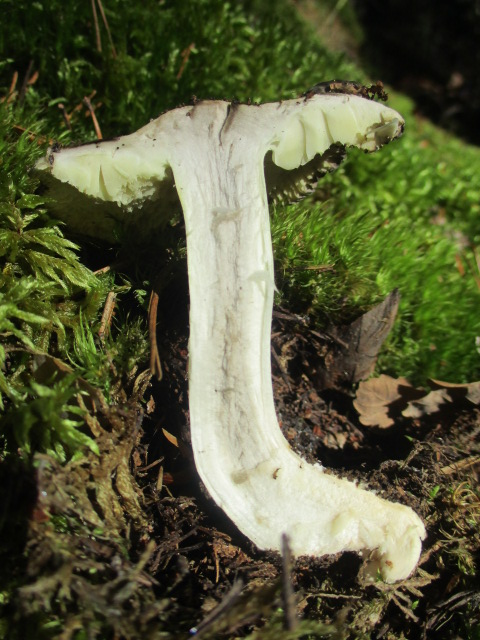
Coupe longitudinale.
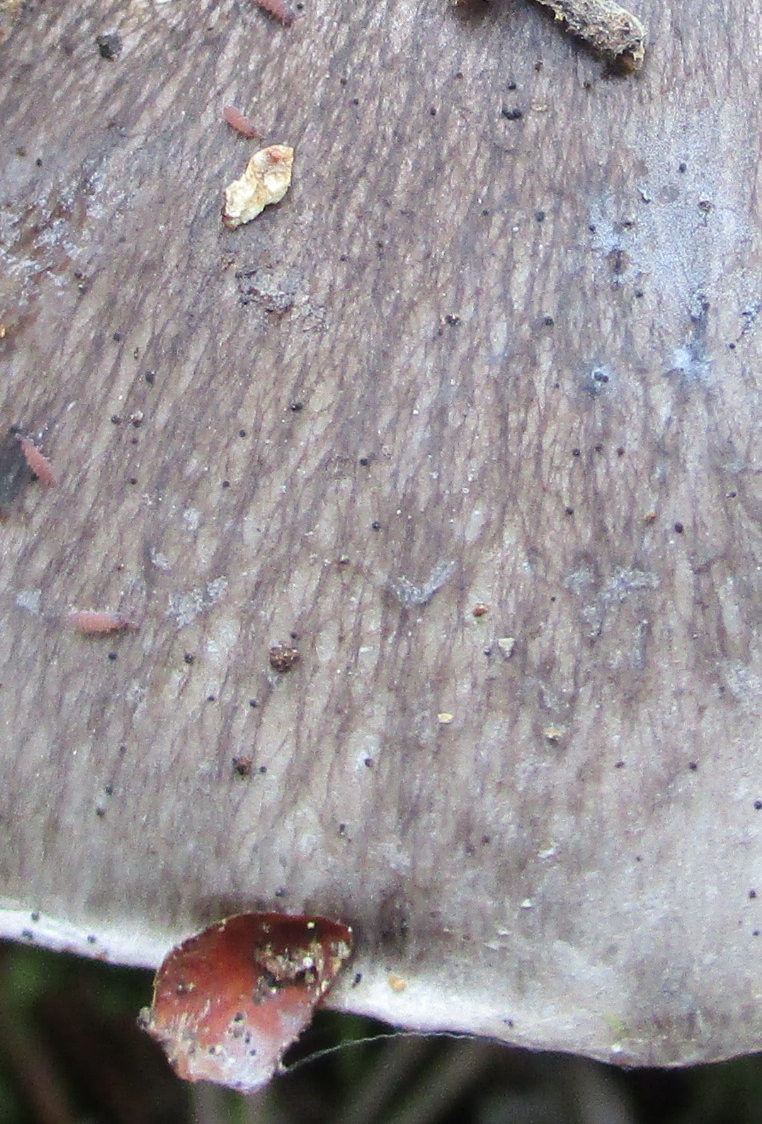
Cuticule fibrillée et visqueuse.
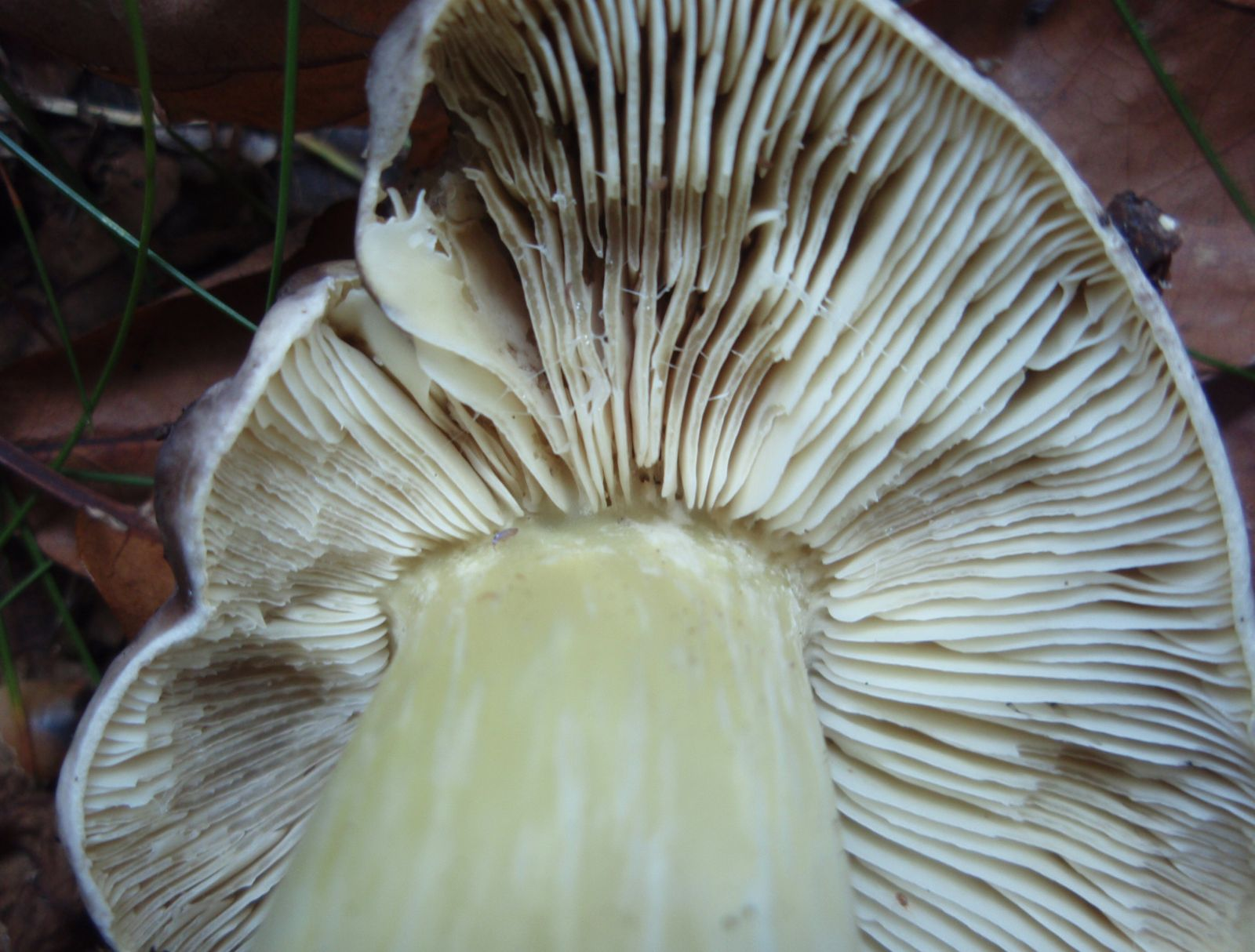
Lames épaisses et échancrées.
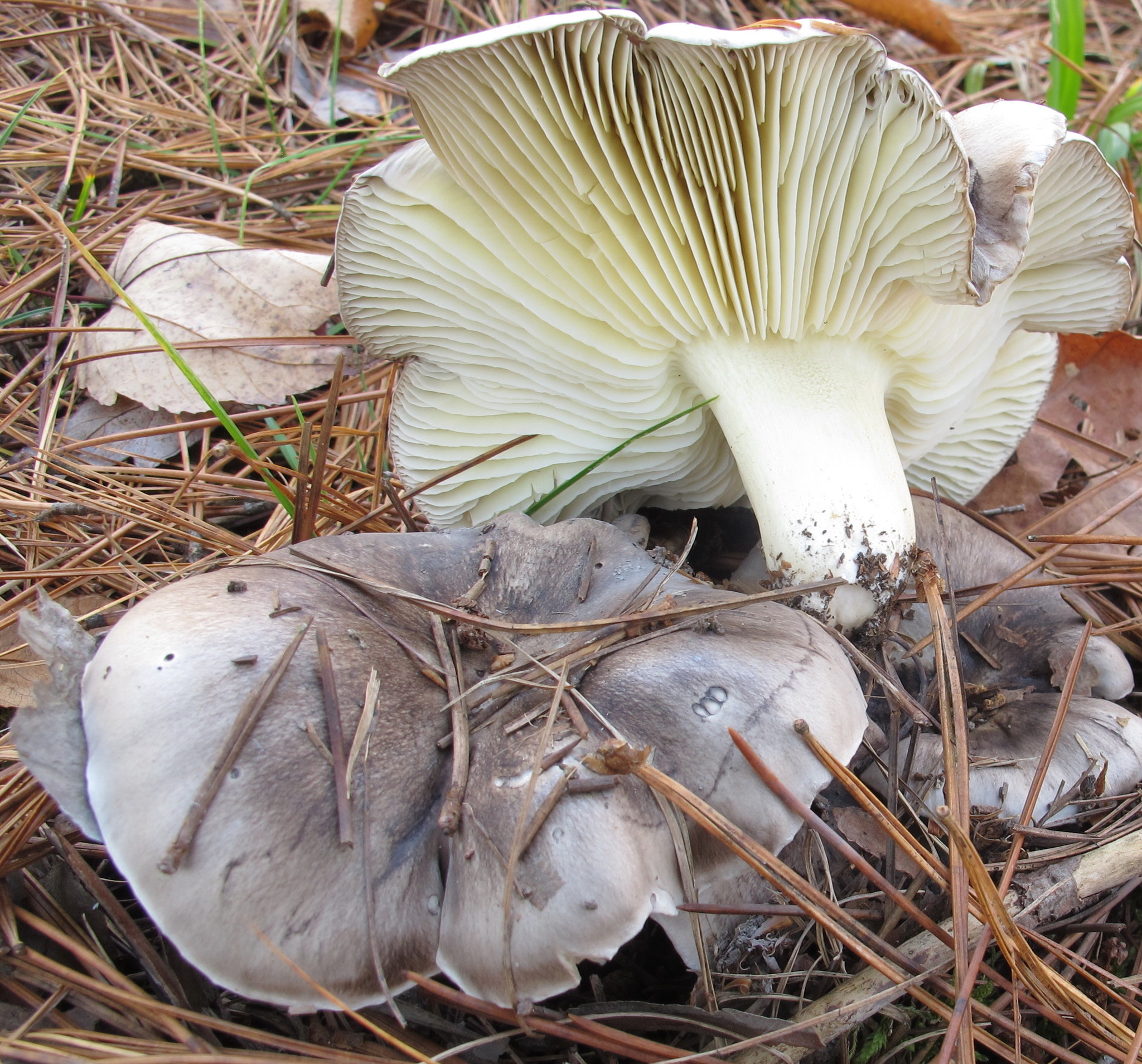
Lames et pied jaunissants.

### Microscopie
Les spores mesurent de 6,0 à 7,5 μm de long et de 3,5 à 4,5 μm de large. Elles sont lisses et arrondies à légèrement ellipsoïdes à oblongues en vue latérale avec un appendice hilaire prononcé. Les basides, quant à elles, sont en forme de massue et mesurent de 22 à 40 μm de long pour de 5 à 7,5 μm de large. Elles ne comportent pas de boucles de conjugaison. Les lames présentent des cystides irrégulières sur leurs faces (pleurocystides), celles-ci ne dépassant jamais l'hyménium, mais aucune sur leur arrête (cheilocystides). D'autres sont également présentes sur le stipe (caulocystides). La cuticule, d'une épaisseur pouvant atteindre 300 μm, est constituée d'hyphes étroites et cylindriques, plus ou moins parallèles et couchées, quelques-unes émergentes, mesurant de 1,5 à 6,0 μm de large et pigmentées de brun. Quant aux hyphes du stipe, d'une morphologie similaire, cloisonnées et non bouclées, elles mesurent de 3,0 à 9,0 μm de large,.

Étude microscopique d'un spécimen de Tricholoma portentosum (Haute-Loire, France)
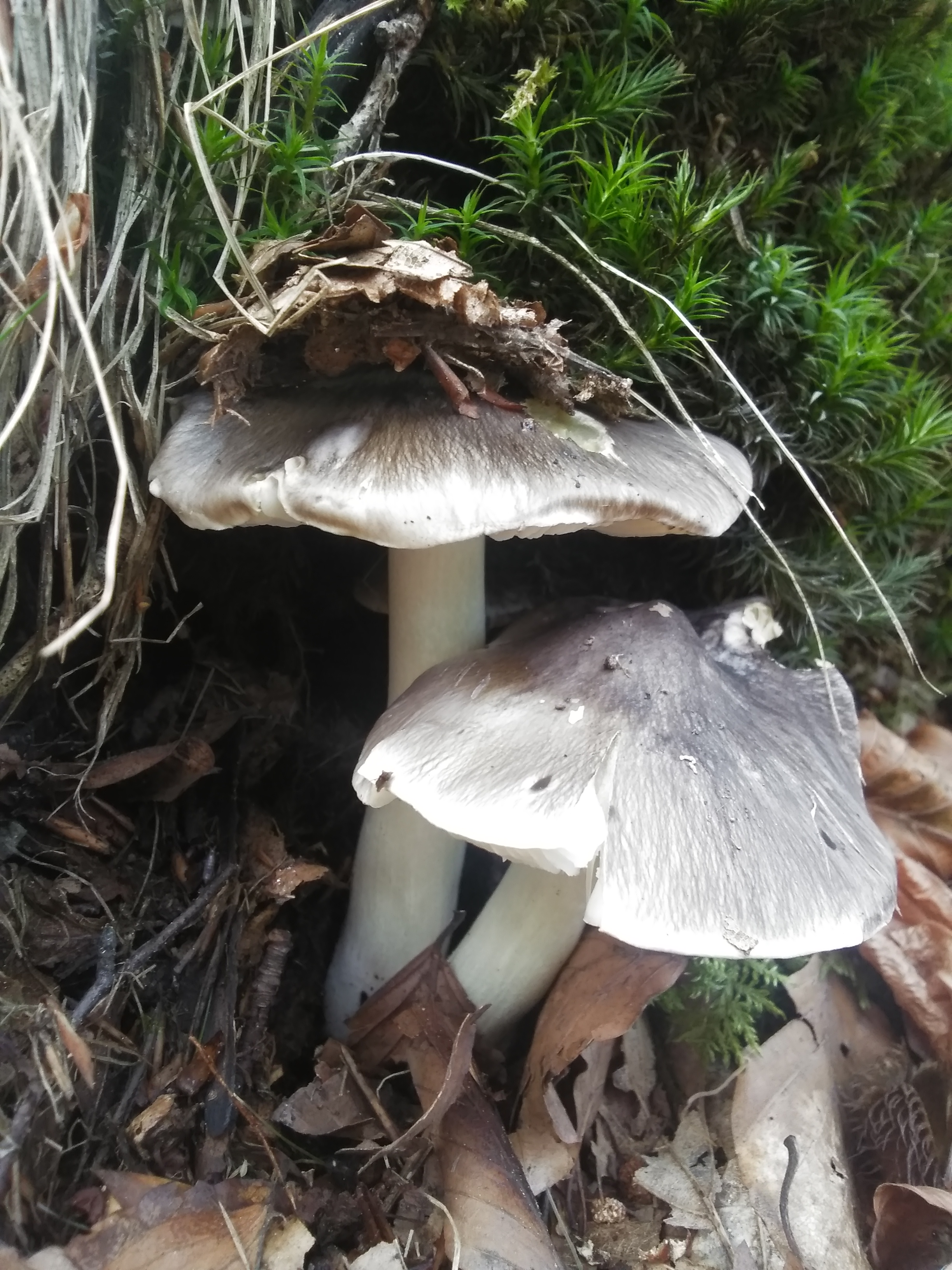
Port général du spécimen.
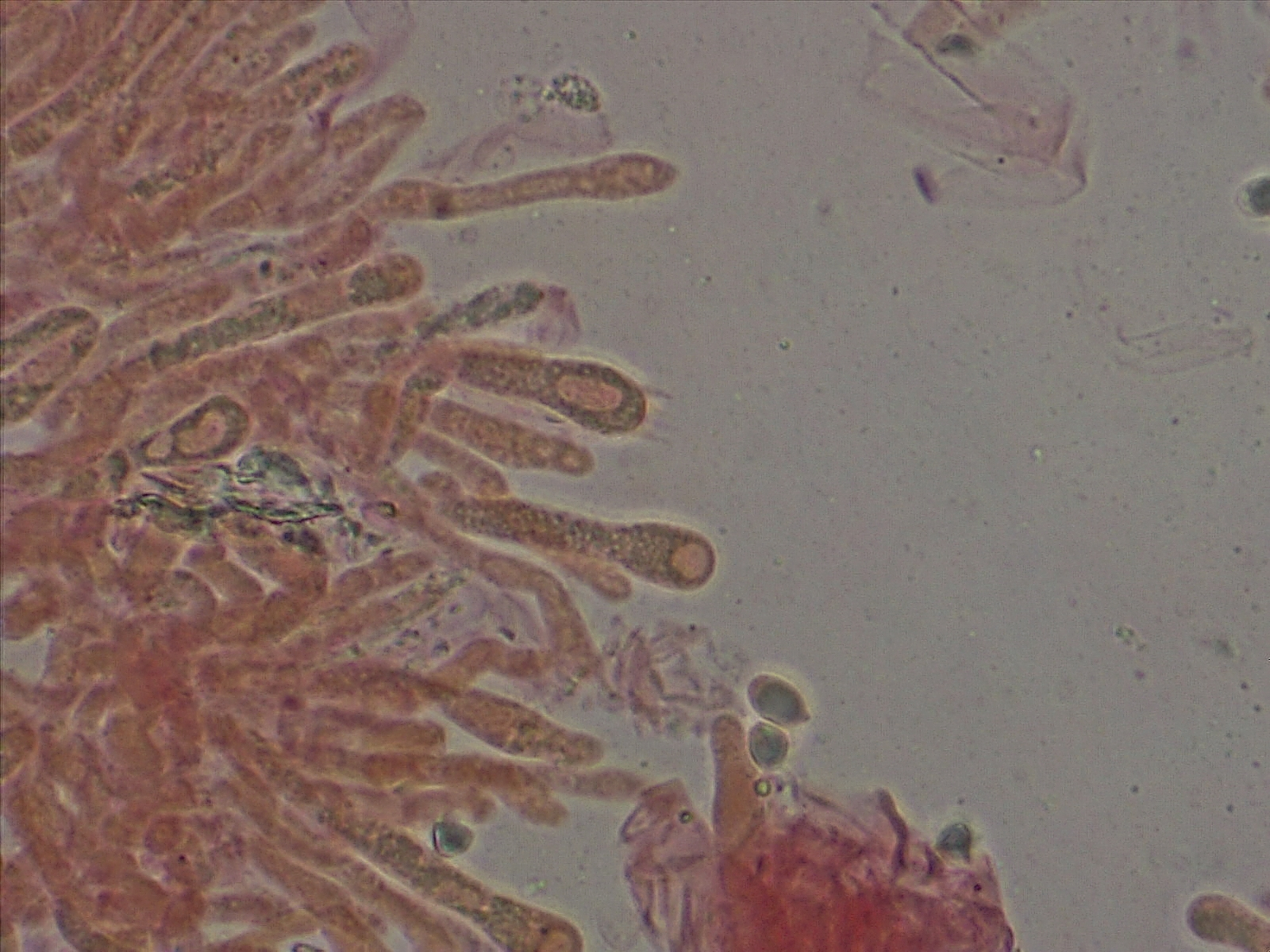
Basides, la deuxième montrant ses quatre stérigmates porteurs de spores (x100).
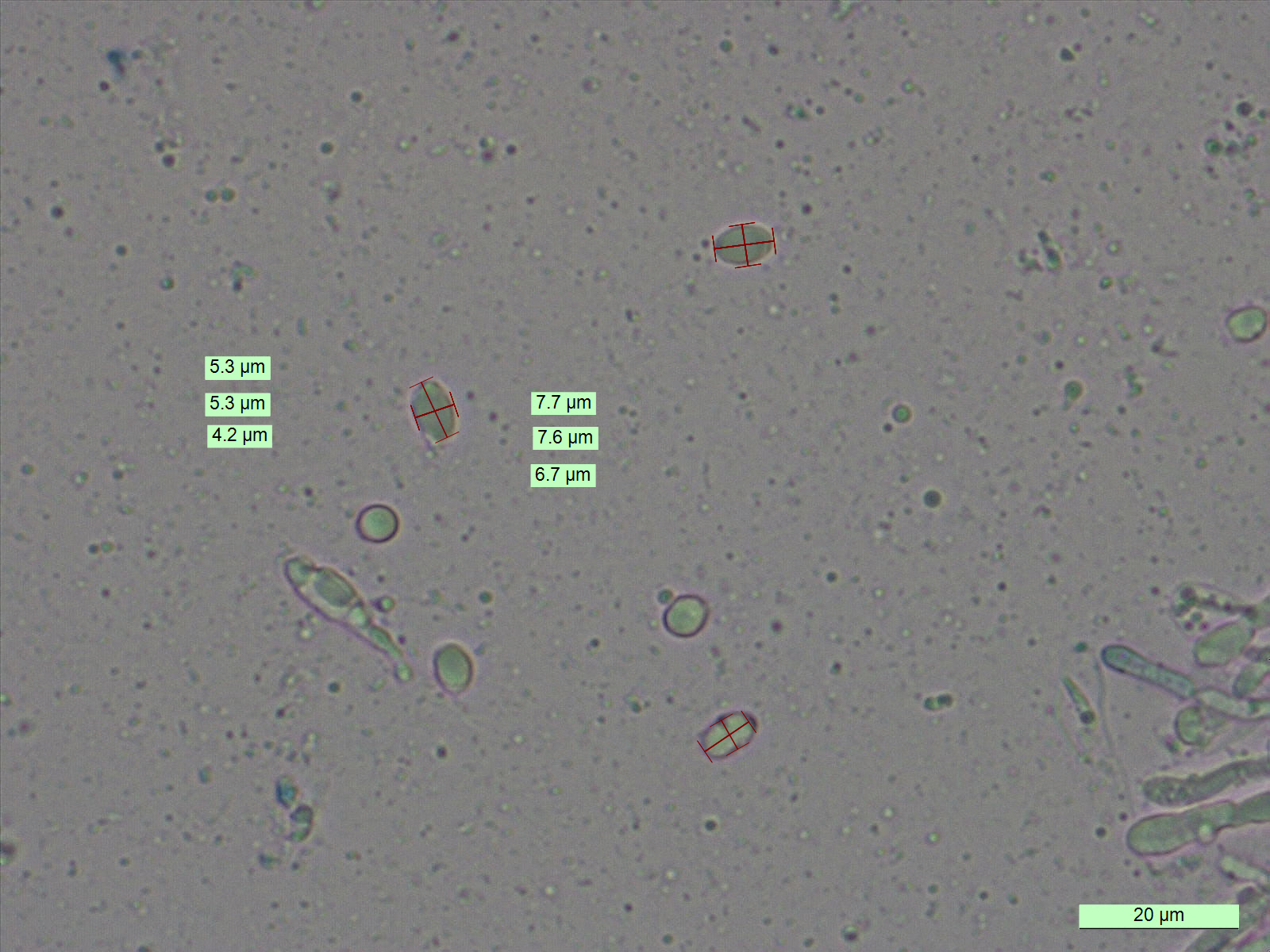
Basidiospores (x40).
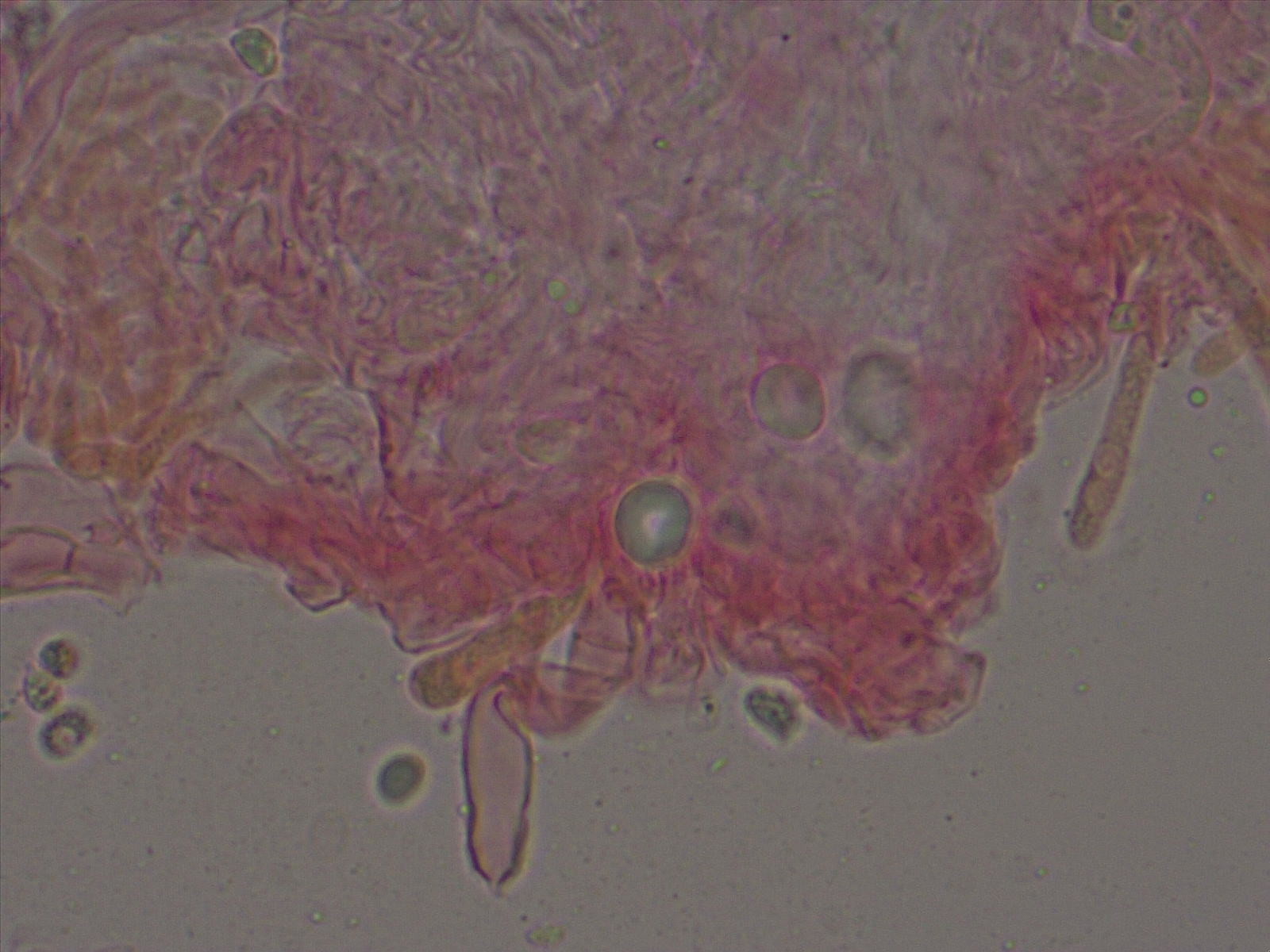
Cystide d'une face de la lame (pleurocystide) (x100).

## Variétés

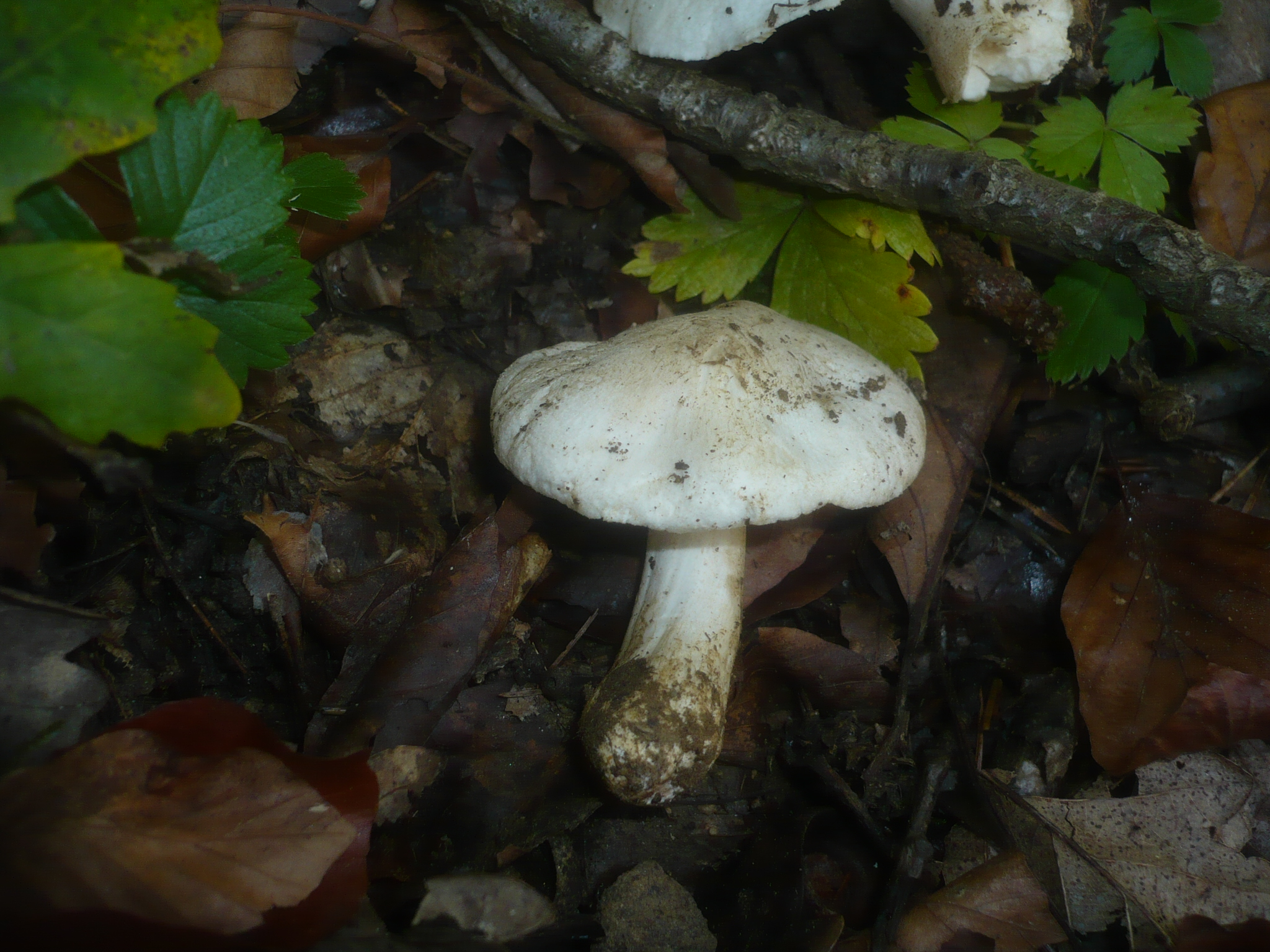
Tricholoma portentosum var. lugdunense (Autriche).

Trois variétés, basées sur des critères morphologiques et écologiques, sont décrites depuis la France par Marcel Bon. La variété centrale décrite depuis des exemplaires de l'État de New-York est également valide alors que la variété avellaneifolium a été élevée au rang d'espèce sous le nom Melanoleuca avellaneifolia. Néanmoins, certains mycologues s'interrogent sur la valeur taxonomique des variétés européennes. 
- Tricholoma portentosum var. portentosum, la variété type.
- Tricholoma portentosum var. album Jacquet. ex Bon, 1976[Illustrations 1], à chapeau blanc (variété proche de T. columbetta)[51].
- Tricholoma portentosum var. lugdunense Bon, 1976[Illustrations 2], à chapeau blanc aux nuances jaunes et sans fibrilles ni pigment gris[51].
- Tricholoma portentosum var. boutevillei Bon, 1984, à chapeau sombre aux mèches circulaires squamuleuses, poussant au pied des chênes et des hêtres sur sol calcaire[9].
- Tricholoma portentosum var. centrale Peck, 1899, à chapeau jaune pâle ou jaune verdâtre, brun fuligineux au centre et à lames striées irrégulièrement de lignes plus pâles[59]

## Confusions possibles
La distinction du Tricholome prétentieux par rapport aux autres Tricholomes d'apparence semblable est considérée comme difficile. Ses meilleurs traits distinctifs sont un chapeau gris foncé à brun nettement fibrilleux dont la cuticule se pèle facilement, des reflets jaunes dans les lames ainsi que la base du pied jaunissant avec l'âge. De nombreuses confusions sont possibles, mais les erreurs de cueillette aux conséquences les plus néfastes concernent le Tricholome de Josserand européen et ses pendants américains,.

### Le cas particulier du Tricholome de Josserand

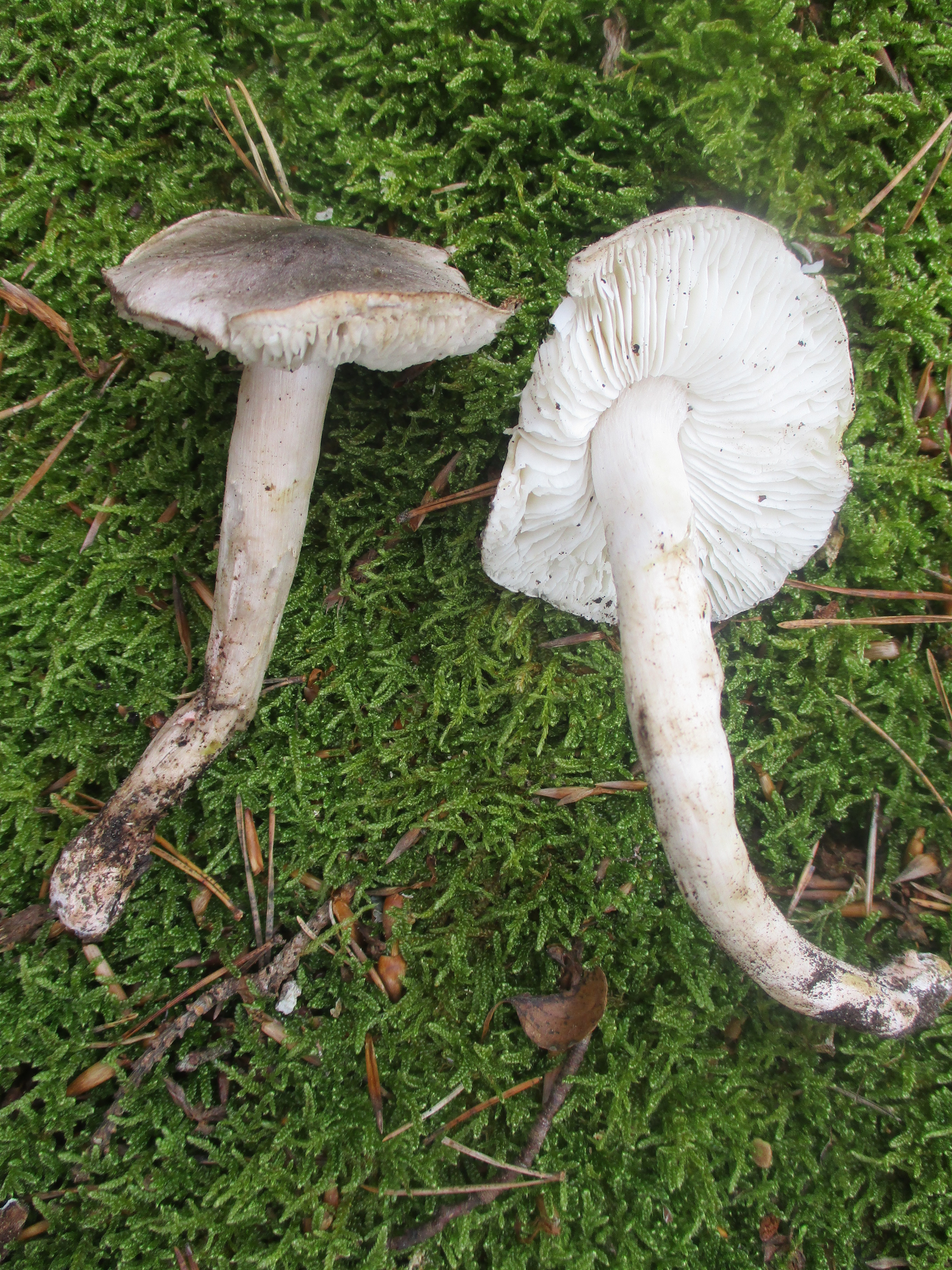
Tricholome de Josserand, toxique (France, Haute-Loire).

Le Tricholome de Josserand, également nommé « Tricholome faux-prétentieux » (Tricholoma josserandii), est l'espèce proche la plus problématique. Son biotope est similaire et il sort parfois au milieu de T. portentosum, mais ses poussées surviennent le plus souvent avec une quinzaine de jours d'avance et peuvent être dissociées,. 
T. josserandii se différencie de T. portentosum par l'absence de reflets jaunes dans les lames et le pied ainsi que sa cuticule lisse, non visqueuse et difficilement pelable, une couleur rouge sur son pied et son odeur de farine rance marquée,,.
De nombreux cas d'intoxications par confusion avec le Tricholome prétentieux sont répertoriés dans la littérature médicale et mycologique : plusieurs dans le nord de l'Italie des années 1950 aux années 2000 ainsi que de nombreux dans le Rhône et la Loire durant les années 1950, deux dans les Landes, un en Haute-Loire en 1998 et un autre concernant 18 personnes dans un restaurant de Durango en Espagne en 2010. Ces intoxications nommées « syndrome résinoïdien » se traduisent par des gastro-entérites sévères mais ne nécessitant que rarement une hospitalisation,.

### En Europe
Plusieurs Tricholomes européens présentent des similitudes.
- Le Petit-gris (Tricholoma terreum), bon comestible, également sous les pins mais à la cuticule souvent feutrée, aux lames et au pied sans reflets jaunes et présentant parfois une cortine (un voile blanc reliant le pied au bord du chapeau)[57].
- Le Tricholome jaunissant (Tricholoma scalpturatum), comestible, à lames et chapeau jaunissants, mais chapeau plus petit, au centre foncé et présentant des écailles en vieillissant[57],[66].
- Le Tricholome à marge rouge (Tricholoma orirubens), comestible, à lames rougissantes et base du pied bleutée[57],[66].
- Le Tricholome à écailles noires (Tricholoma atrosquamosum), comestible, au chapeau à écailles noires, à lames et pied blancs sans reflets jaunes, à odeur poivrée et au goût légèrement fruité[66].
- Le Tricholome vergeté (Tricholoma virgatum), impropre à la consommation, à chapeau présentant également des fibrilles radiales mais sans coloration jaune dans les lames et au goût amer ; sous épicéa[57].
- Le Tricholome à odeur de savon (Tricholoma saponaceum), impropre à la consommation, au chapeau humide et sans fibrilles[12],[57].
- Le Tricholome disjoint (Tricholoma sejunctum), impropre à la consommation, finement fibrillé, à lames très larges et très émarginées. Sa cuticule tire généralement sur le jaune mais sa variété coniferarum est parfois noirâtre, la base du pied étant alors rosissante[18].
- Le Tricholome tigré (Tricholoma pardinum), très toxique, au chapeau à peau écailleuse et poussant sur sol calcaire, aux lames et au pied non jaunissants (pied pouvant néanmoins jaunir une fois écrasé)[57].

Par ailleurs, il est nécessaire de prendre garde aux confusions possibles avec l'Amanite phalloïde (Amanita phalloides). Ce champignon mortel peut effectivement pousser au sein de biotopes similaires et son chapeau est également vergeté. La présence d'une volve et d'un anneau, lorsqu'ils sont observables, permet cependant une discrimination efficace.

Confusions possibles
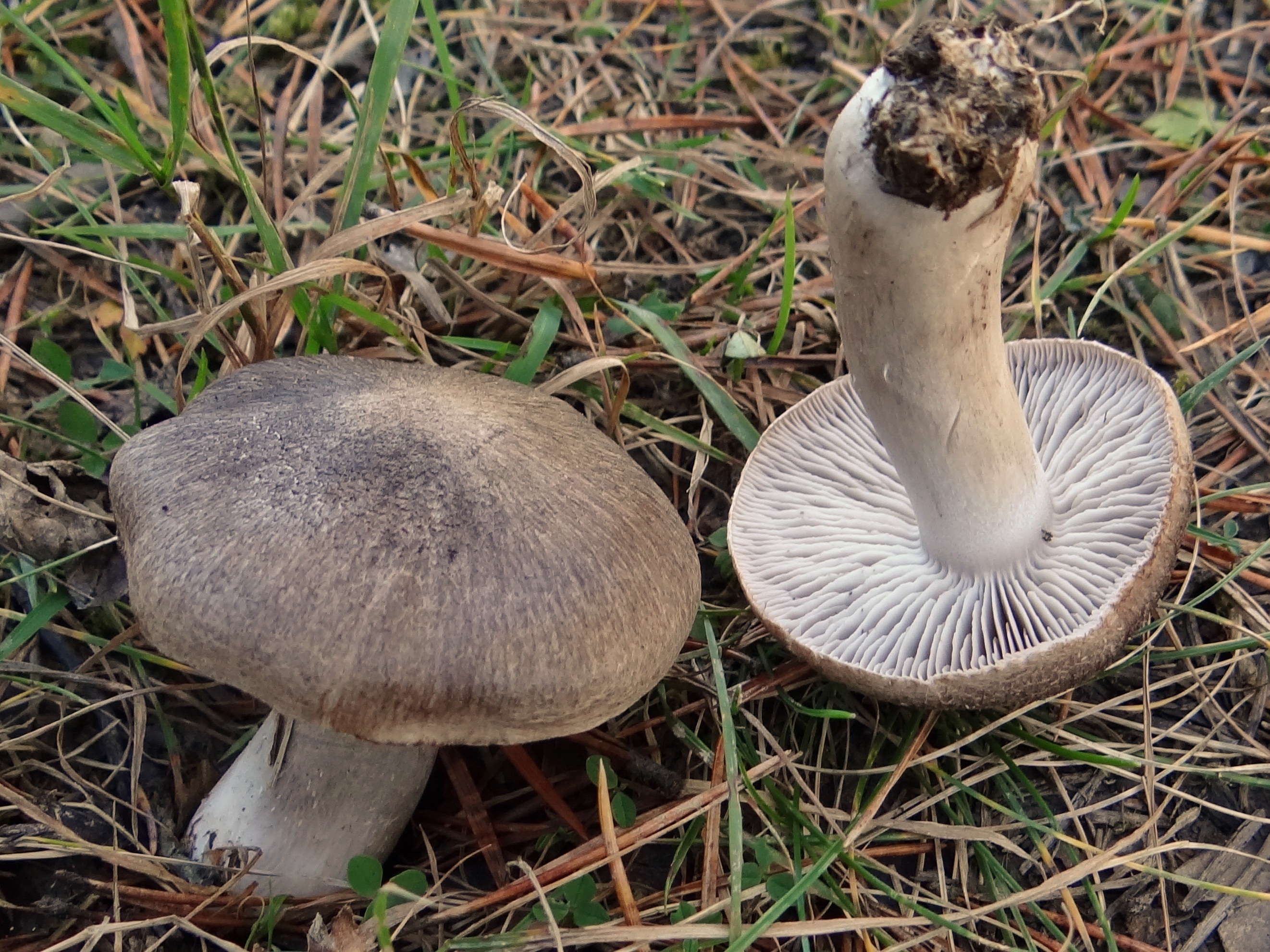
Petit-gris, bon comestible.
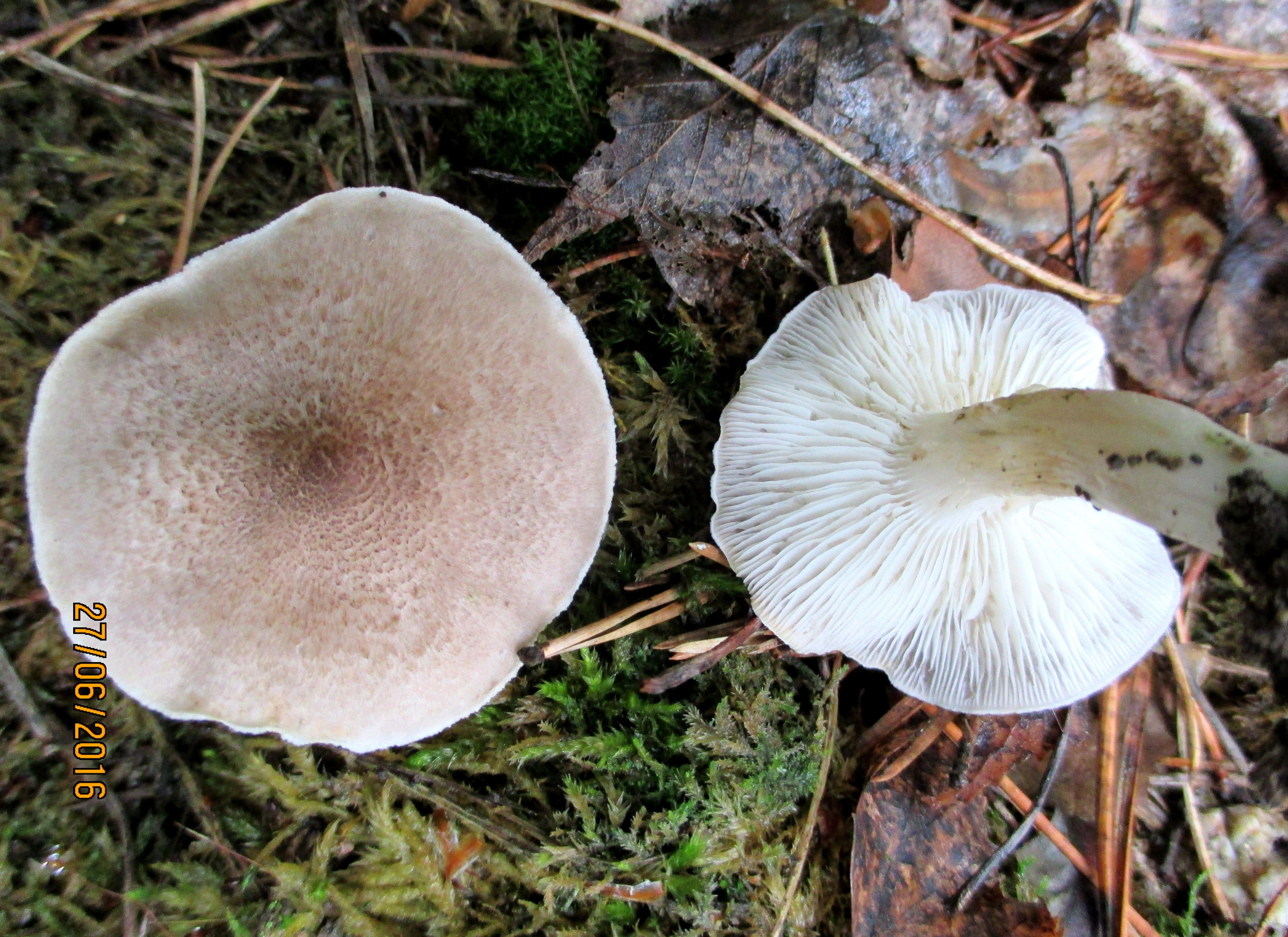
Tricholome jaunissant, comestible.
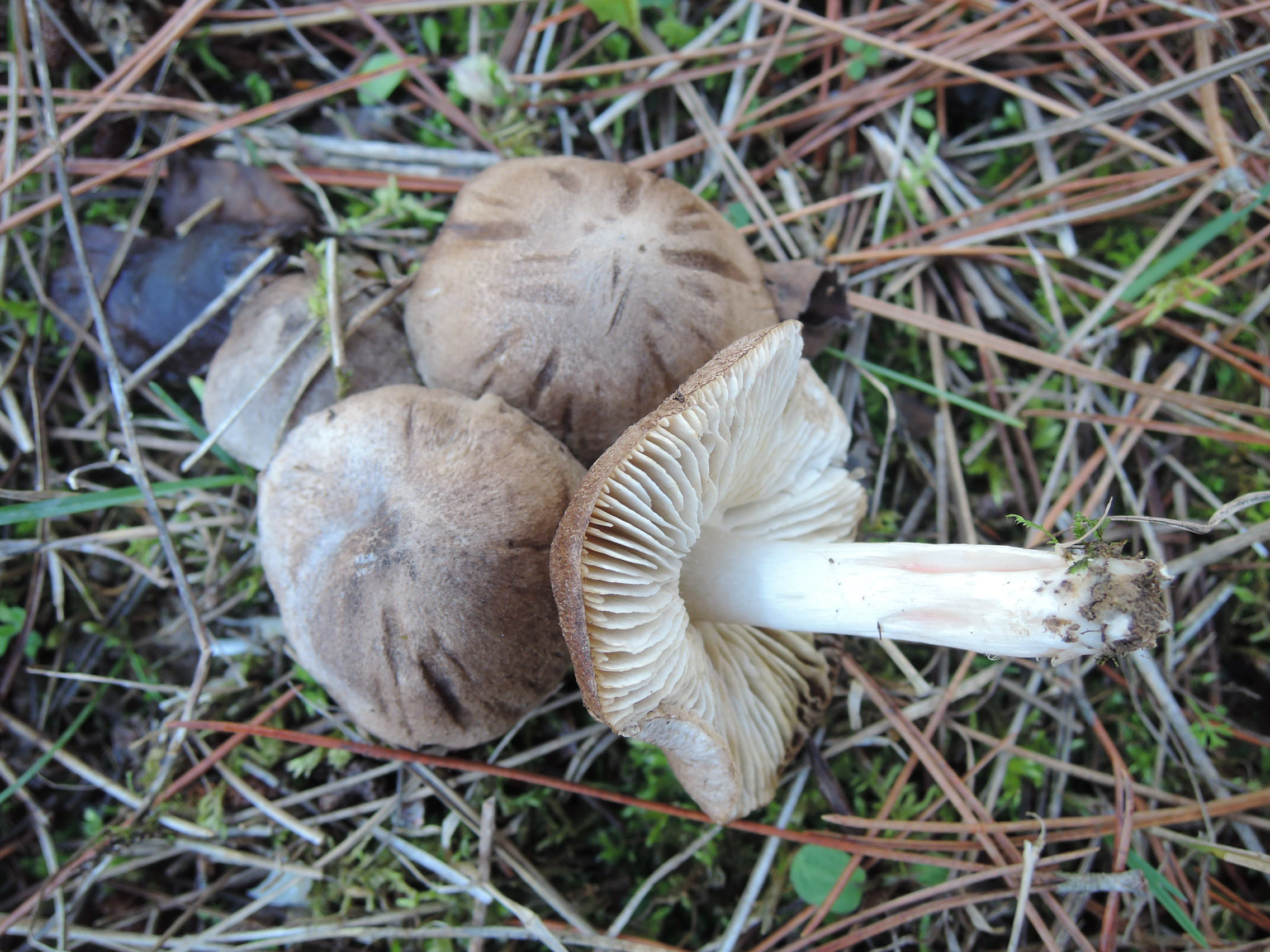
Tricholome à marge rouge, comestible.
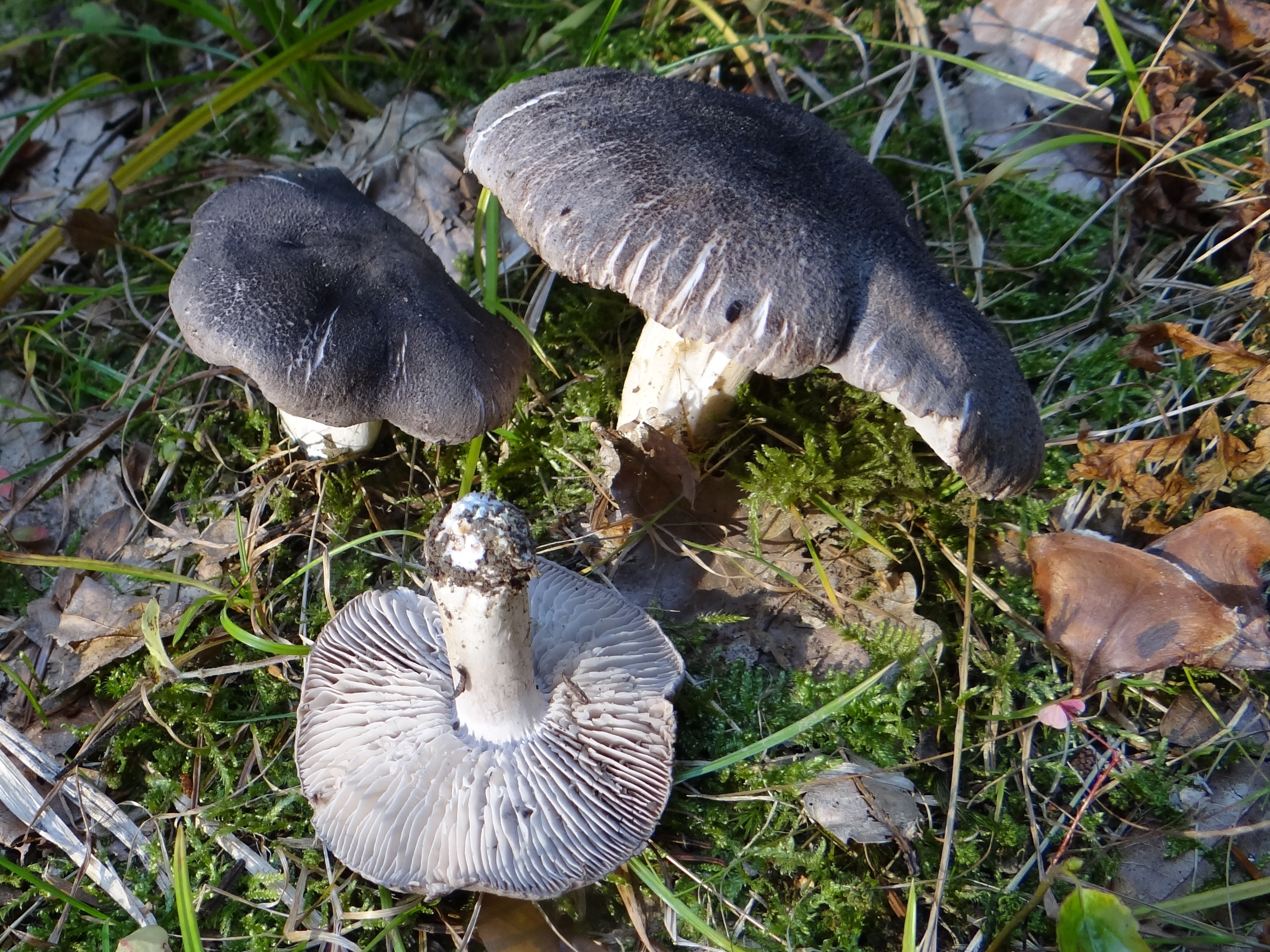
Tricholome à écailles noires, comestible.
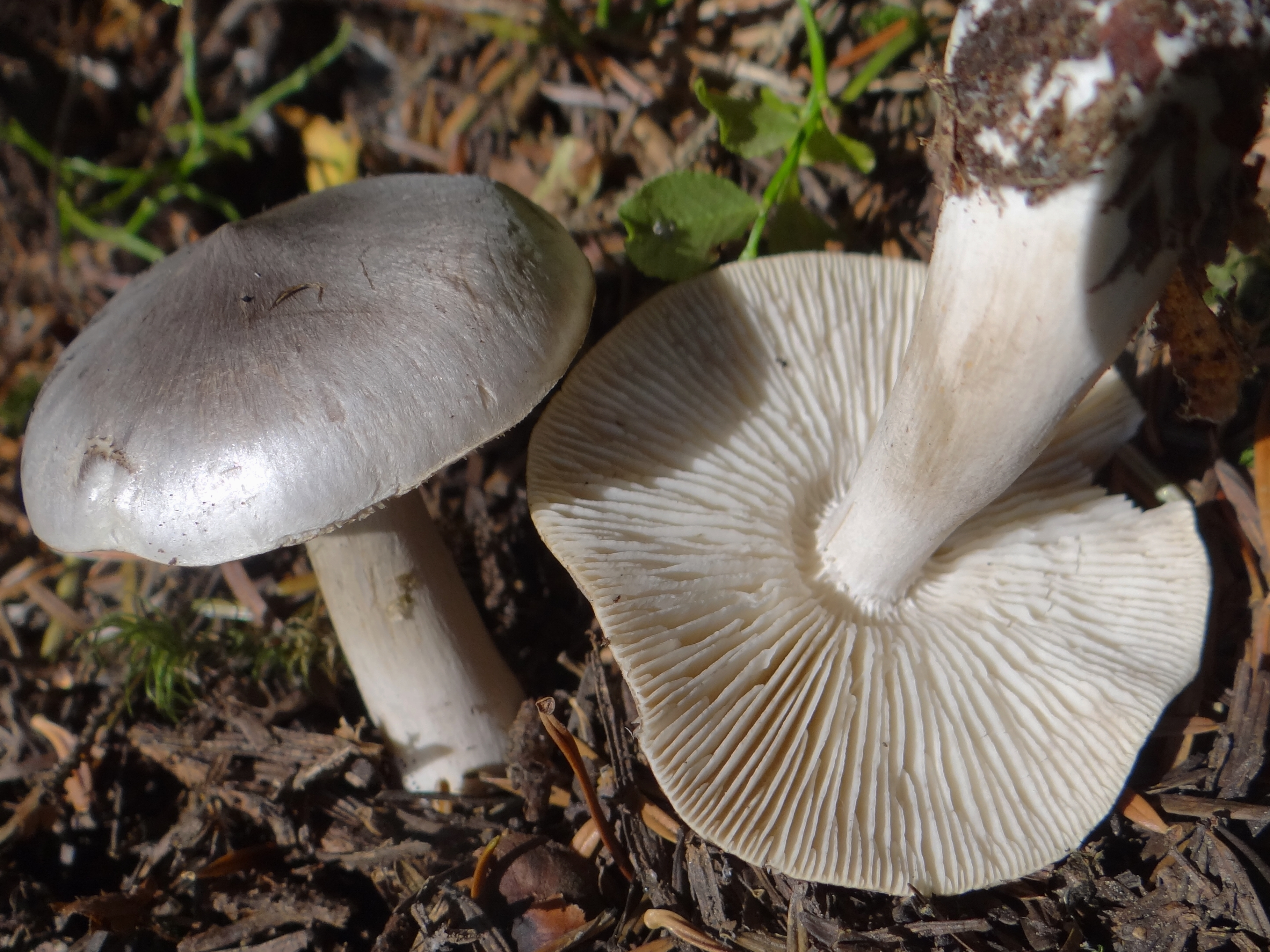
Tricholome vergeté, impropre à la consommation.
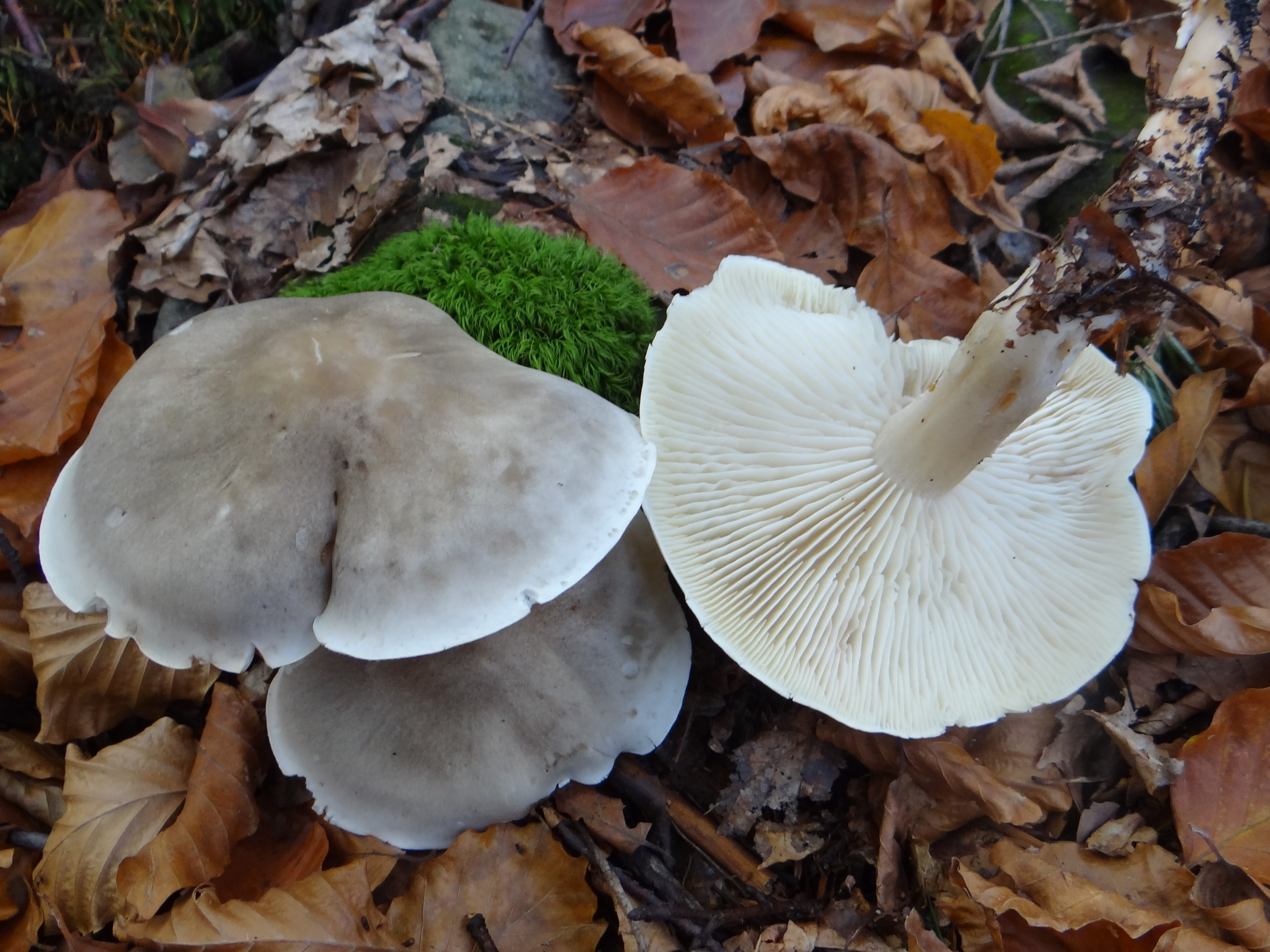
Tricholome à odeur de savon, impropre à la consommation.
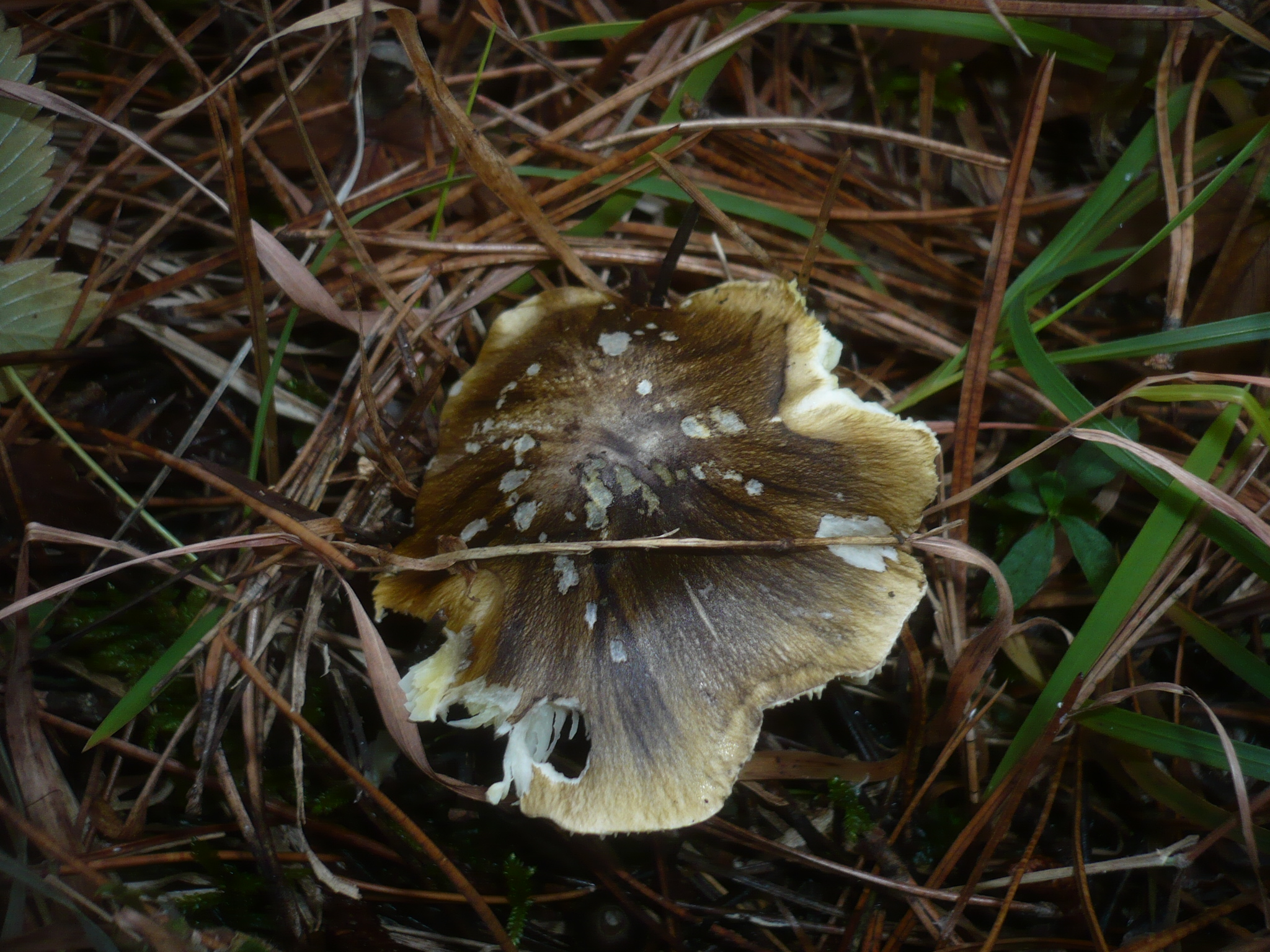
Tricholoma sejunctum var. coniferarum, impropre à la consommation.
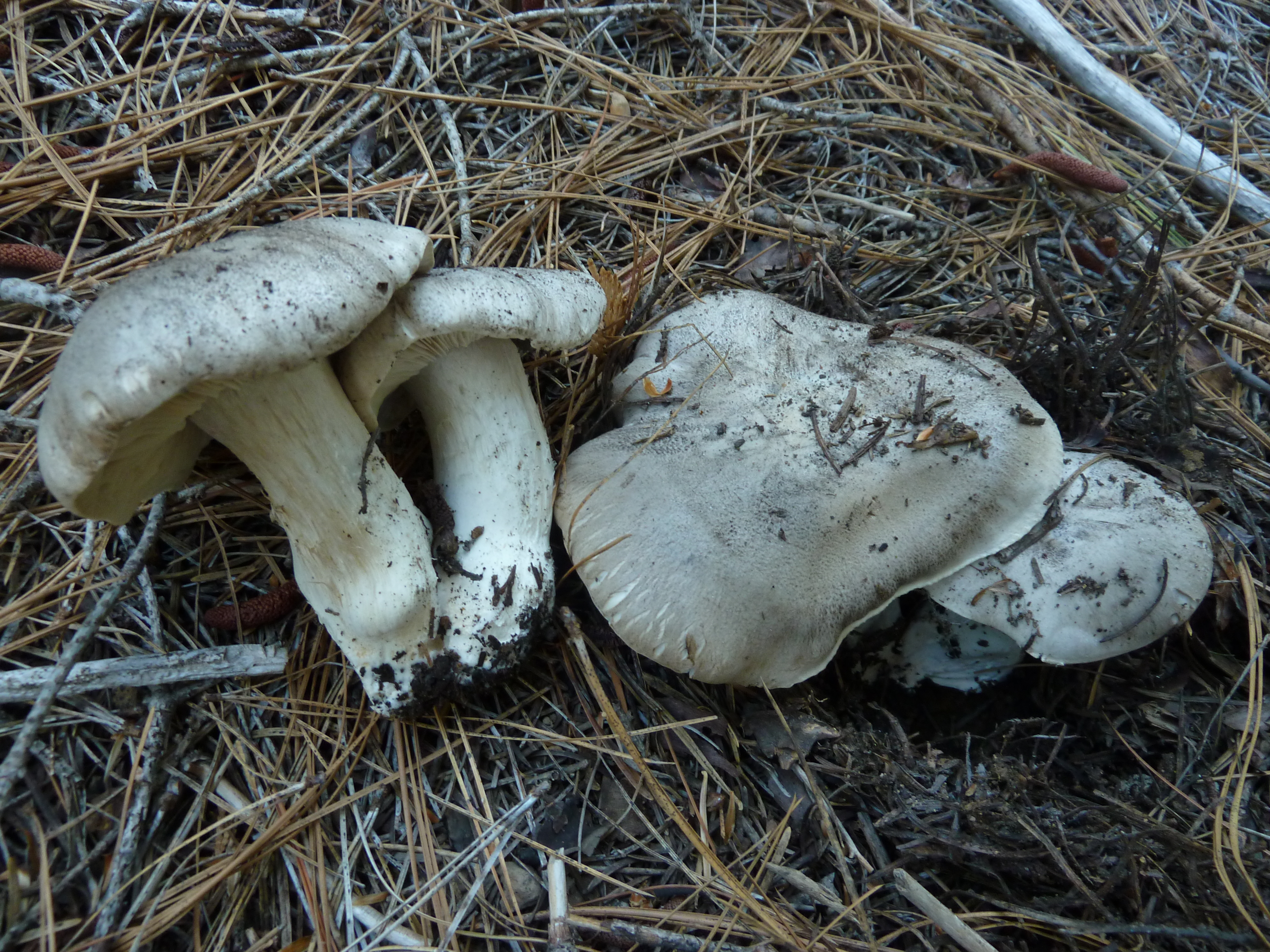
Tricholome tigré, très toxique.

### En Amérique du Nord
- Tricholoma niveipes, espèce nord-américaine comestible, au chapeau sombre et visqueux et au pied blanc, diffère par ses spores plus fines et l'absence de coloration jaune[31]. Sa relation taxonomique avec T. portentosum est sujette à débat[12].
- Melanoleuca avellaneifolia, qui a été considéré comme une variété de T. portentosum, en diffère par l'absence de teinte et de stries jaunâtres sur le chapeau, par un pied plus long et par une odeur et un goût plus prononcés[31],[67].
- Tricholoma mutabile, toxique, pendant américain de l'européen T. joserandii, décrit depuis la Californie, à cuticule sombre et à lames sans traces de jaune[60].
- Tricholoma marquettense, également proche de T. josserandii, décrit depuis le Michigan, à lames sans reflets jaunes et à la base du pied rosissante[60].
- Tricholoma subsejunctum, espèce nord-américaine souvent improprement identifiée comme T. sejunctum, diffère également par la tonalité jaune nettement marquée de son chapeau[12].

Espèces ressemblantes nord-américaines
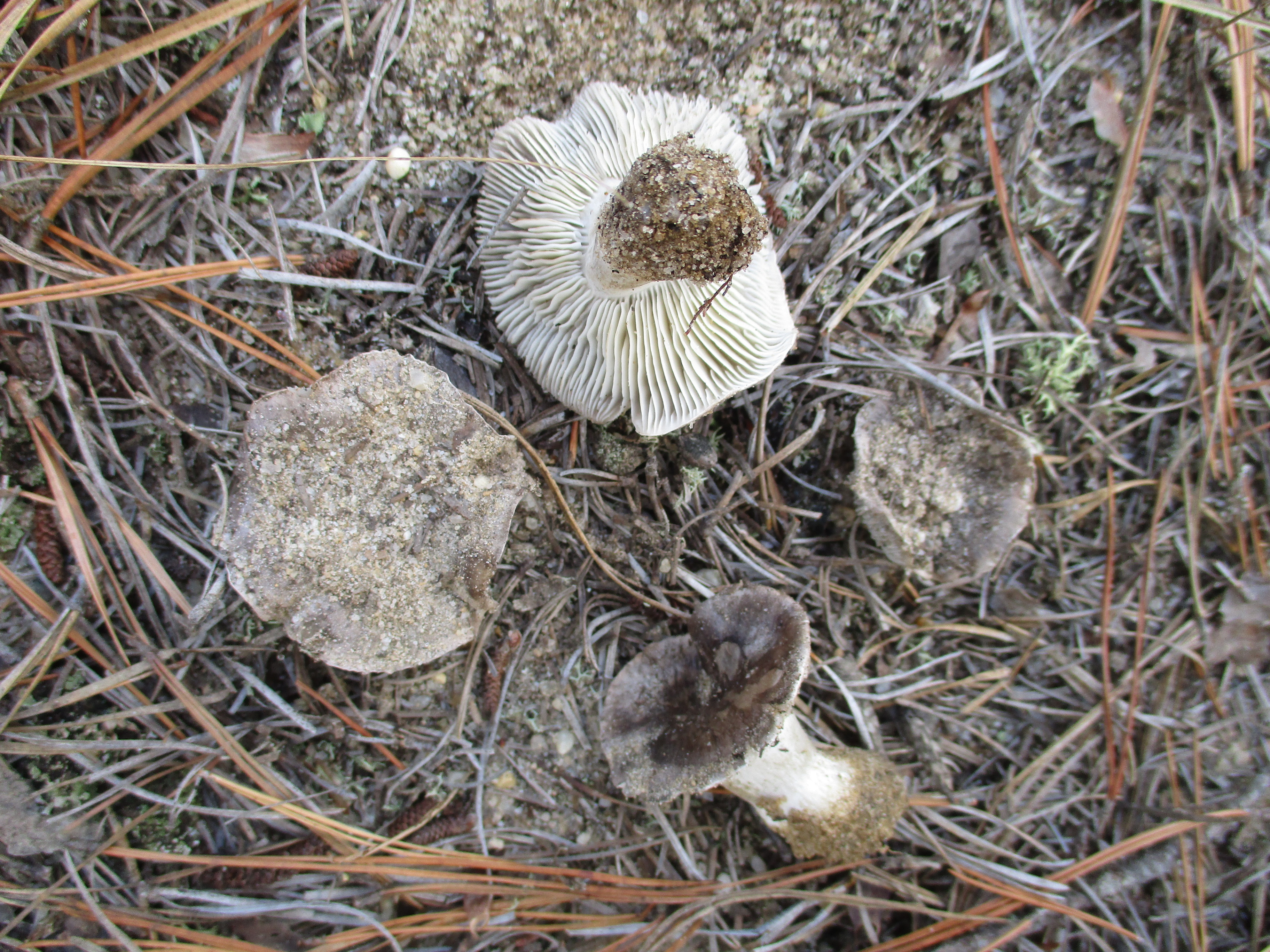
Tricholoma niveipes (New Jersey, États-Unis).
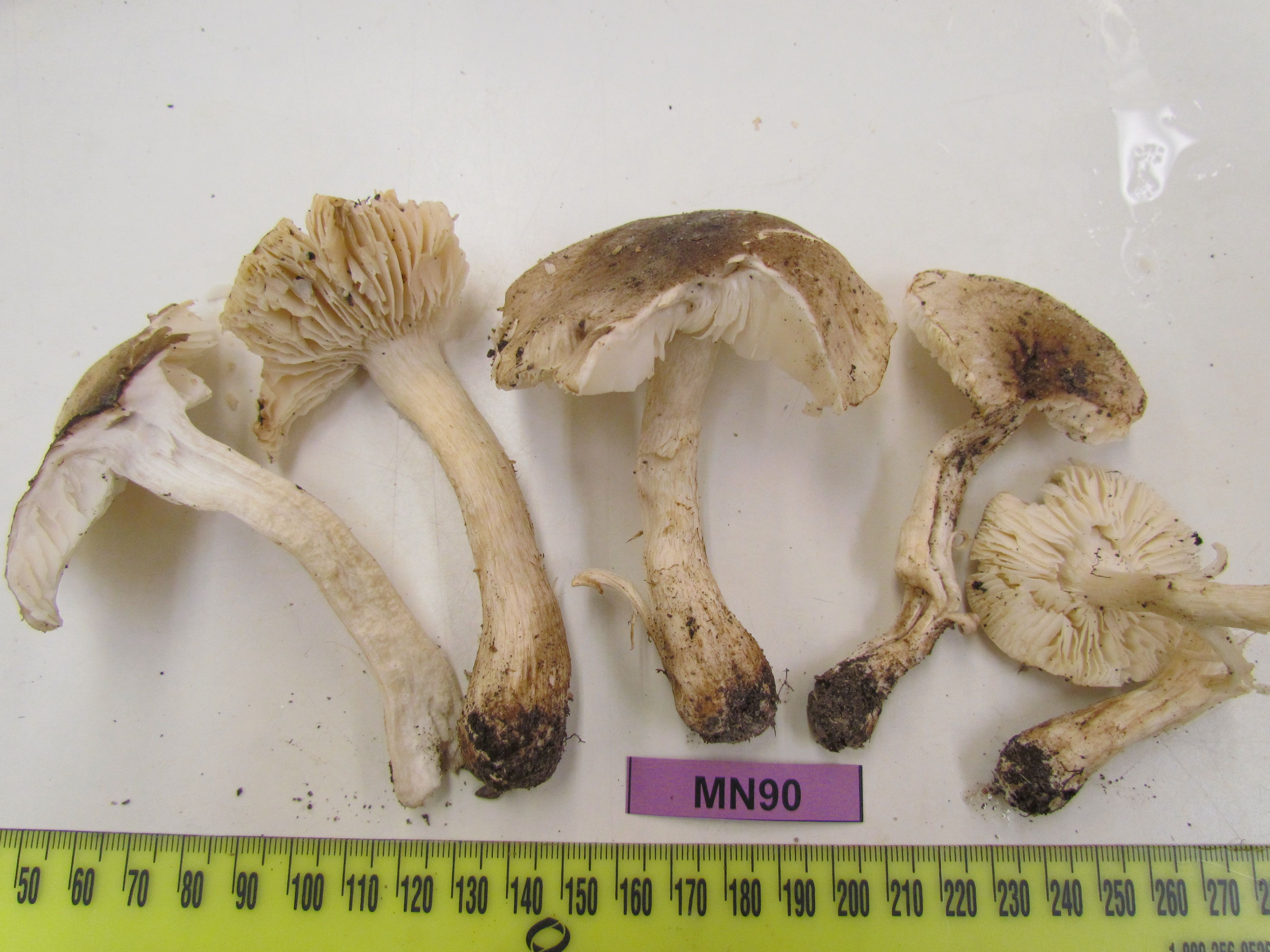
Tricholoma mutabile (Minnesota, États-Unis).
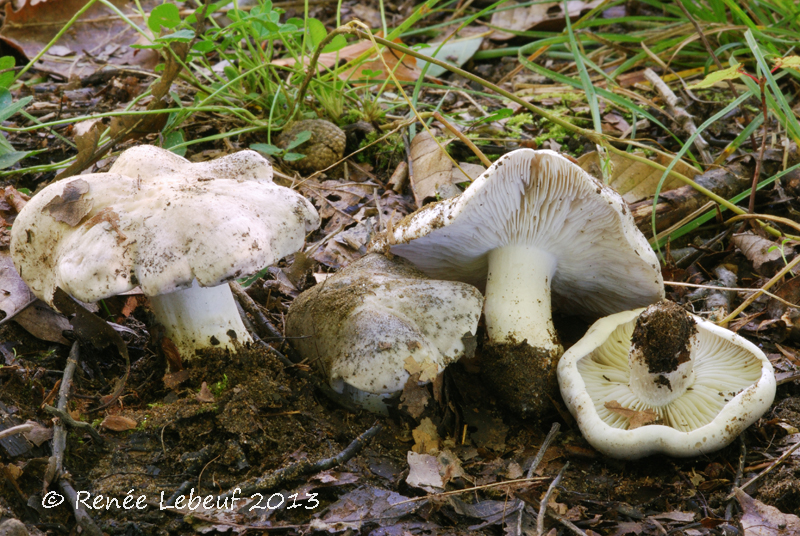
Tricholoma marquettense (Québec).
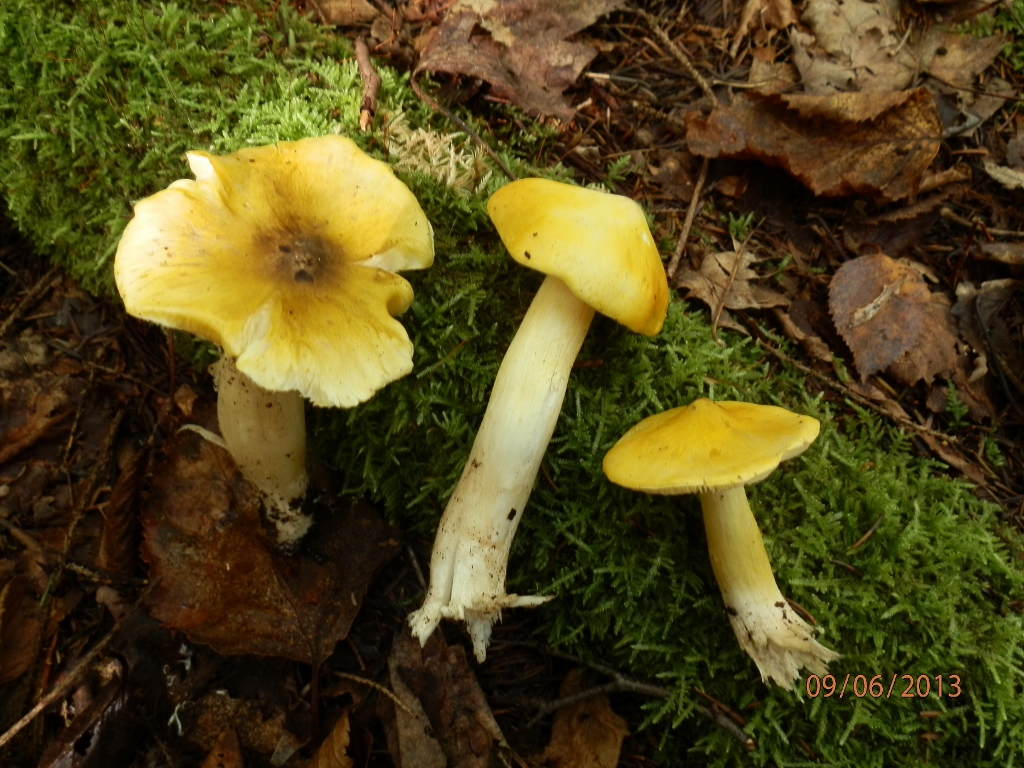
Tricholoma subsejunctum (Maine, États-Unis).

### En Asie
Tricholoma sinoportentosum est une espèce proche décrite depuis la Chine en 2018 sur des stations d'altitude d'Épicéas et de Pins au Yunnan et au Tibet. Ses sporophores ressemblent à ceux de T. portentosum qui possèdent également des fibrilles sombres rayonnantes, une cuticule visqueuse et des lames colorées de jaune. Tricholoma sinoportentosum peut être discriminé de T. portentosum par des tons brun jaunâtre du chapeau au lieu des tons brun grisâtre à presque noir, par des spores plus larges, et par des basides serrées.

## Écologie et biologie

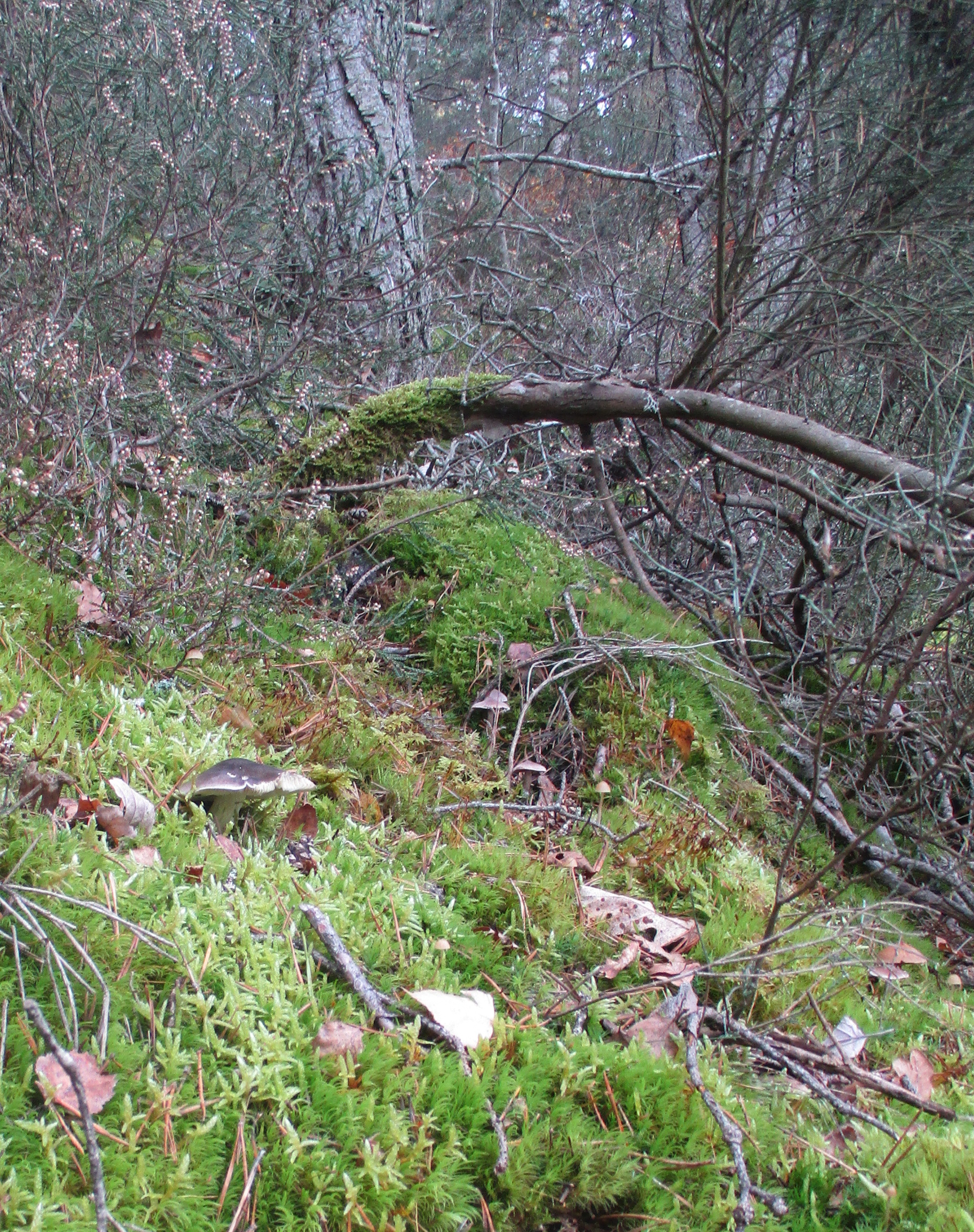
Tricholome prétentieux sur de la mousse, en lisière d'une forêt de pins sylvestres (Haute-Loire, France).

Le Tricholome prétentieux est une espèce tardive qui apparaît dès les premières gelées en troupe dans les forêts de Pins de septembre à décembre. Dans les régions aux hivers rigoureux, T. portentosum est l'un des derniers champignons à fructifier, parfois sous la neige. Ses pieds sont souvent organisés en ronds de sorcières et de temps à autre soudés à la base,.
Ectomycorhizien, il est typiquement associé au Pin sylvestre dans les forêts pures ou mixtes, pauvres en humus sur sol acide et sablonneux sec, de préférence dans des peuplements jeunes avec une couverture de lichens et de mousses bien développée. D'autres Pins sont également fortement appréciés : essentiellement ceux à deux aiguilles tels que le Pin maritime, le Pin noir dont le Pin laricio, le Pin de Bosnie ou encore le Pin rouge du Japon et, en Amérique du Nord, le Pin gris et le Pin rouge. Il est parfois en association avec les Chênes comme le Chêne pédonculé sur sol pauvre, acide et sain. Enfin, on le rencontre plus rarement associé à l'Épicéa et au Hêtre sur les sols sablonneux et argileux riches en minéraux ainsi qu'au Tremble, aux Tilleuls, au Charme et aux Bouleaux,,,,,.

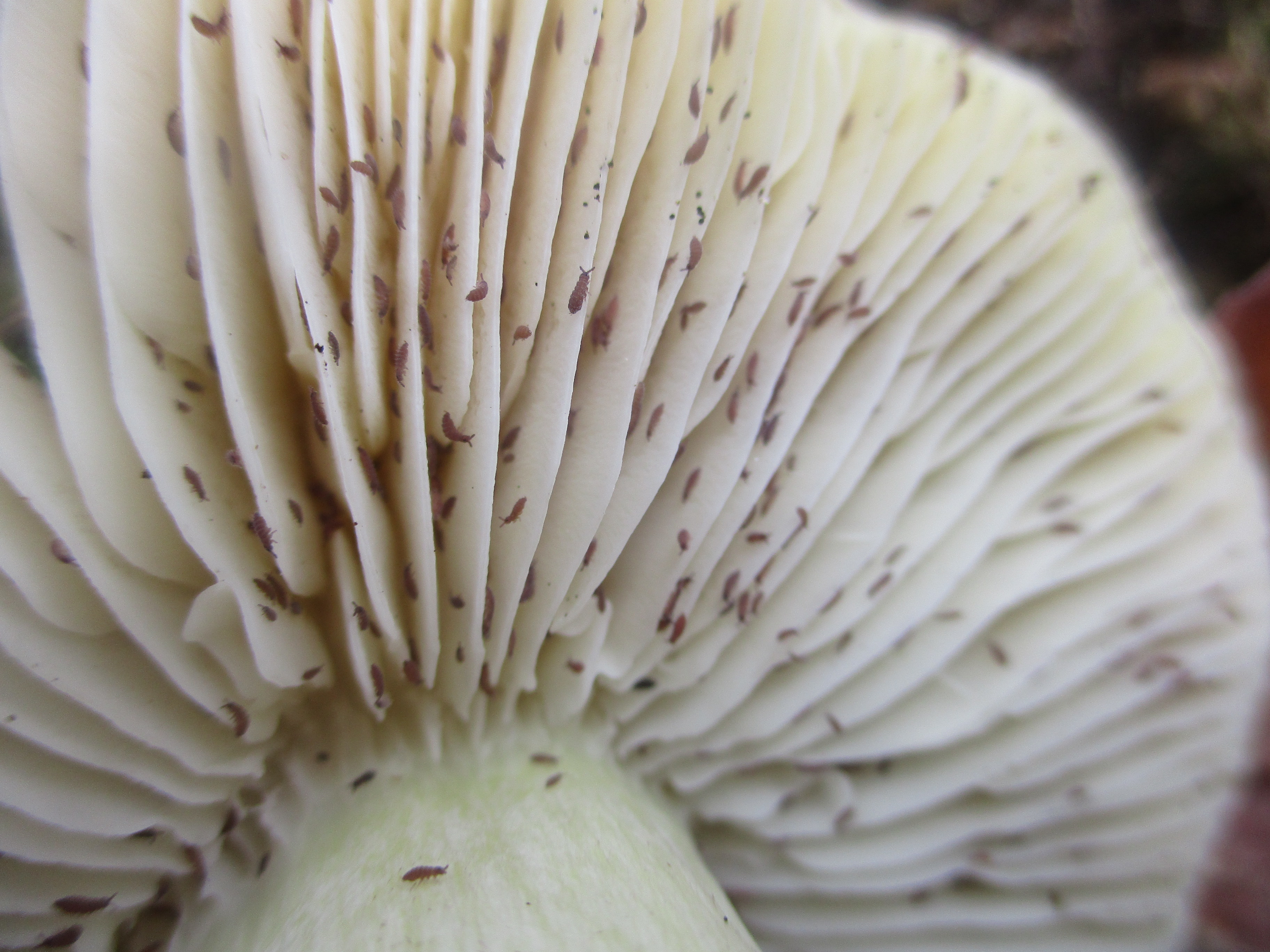
Lames colonisées par des Collemboles.

Le Monotrope sucepin est une plante dite mycohétérotrophe : il se nourrit de la sève élaborée de certains arbres symbiontes de différents Tricholomes dont le Tricholome prétentieux, par l'intermédiaire de leur mycélium.
Parmi les mycophages pouvant se nourrir du Tricholome prétentieux, outre les limaces nombreuses en fin de saison souvent humide, les écureuils profitent largement de son abondance dans les forêts du nord-est de l'Amérique du Nord : il n'est pas rare d'observer des restes de repas éparpillés sur des monticules de mousse et des morceaux de champignons secs accrochés aux branches des buissons voisins ou coincés sous de l'écorce. Le champignon est remarquablement exempt d'attaques de larves d'insectes, ce qui est sans doute dû en partie à sa fructification tardive. Une espèce généraliste est cependant référencée : Docosia gilvipes, une mouche de la famille des Mycetophilidae qui, au stade larvaire, liquéfie rapidement la chair du sporophore. À l'inverse, les lames du Tricholome prétentieux sont souvent colonisées par une myriade de petits arthropodes tels que les Collemboles.

## Distribution
Tricholoma portentosum est une espèce holarctique et, d'après une étude phylogénique de 2017, il présente le même profil génétique sur les trois continents. En Europe de l'Ouest, ce champignon reste commun en Écosse, en France ainsi qu'au nord de la péninsule Ibérique, et en Italie. C'est également une espèce courante en Europe centrale dont l'Allemagne, la République tchèque, la Slovaquie et la Slovénie comme en Europe de l'Est dont l'Estonie, la Biélorussie, la Bulgarie, l'Ukraine et la Russie. Pareillement, il est dispersé sur l'ensemble de l'Amérique du Nord et commun au moins dans l'Est,, notamment au Québec, au New Hampshire, au Massachusetts, au Maine et au Connecticut. Il est également bien représenté en Asie dont la Russie, le Kirghizistan, la Chine et le Japon,. Néanmoins, cette espèce est en déclin depuis les années 1980 aux Pays-Bas où elle est maintenant rare, comme en Grande-Bretagne, en Suisse et en Belgique ; dans ce dernier pays elle est d'ailleurs classée comme « espèce en danger ».

## Comestibilité, usages et propriétés
Pour un article plus général, voir Champignon comestible.

### Comestibilité et réglementation
Selon les mycologues français, la FAO, l'ANSES française, le DFI suisse, le SPF Santé publique belge et la filière mycologique de la Mauricie québécoise, il s'agit d'un bon champignon comestible. Le mycologue André Marchand le qualifie de « merveilleux comestible », et le juge « d'une grande sapidité et de consistance impeccable », « encore plus savoureux lorsqu'il est cueilli gelé »,, tandis que le mycologue italien Roberto Galli le classe parmi les meilleurs comestibles. D'ailleurs, l'épithète portentosus, signifiant « prodigieux » ou « merveilleux », est donnée à cette espèce par Fries en 1821, non pas en raison de sa morphologie, mais par rapport à ses qualités organoleptiques,,.
Que ce soit en France, en Belgique, en Suisse ou au Québec, le Tricholome prétentieux est autorisé à la vente en frais, en sec et en conserve. Concernant la vente de champignons frais sur les marchés français, des arrêtés locaux prévoient parfois des vérifications préalables systématiques (Strasbourg) ou irrégulières (Besançon, Saint-Étienne) ou le classent dans la catégorie « sans contrôle prévu » (Perpignan, Rhône).

### Cueillette et consommation

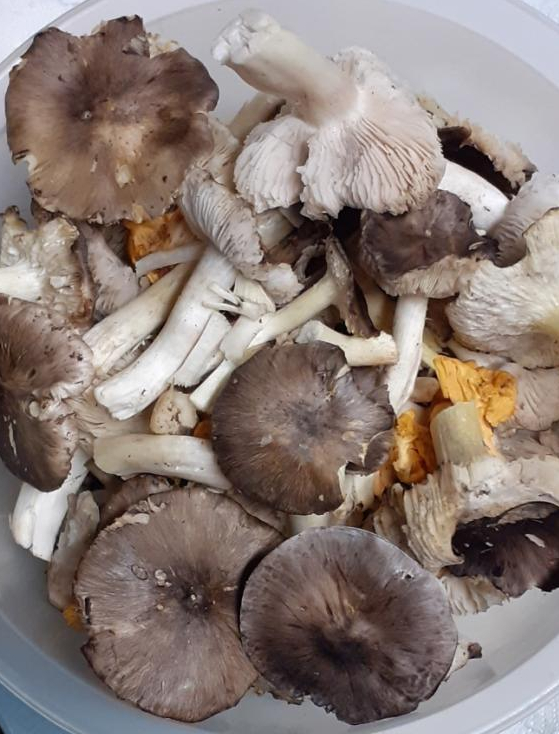
Récolte de tricholomes prétentieux.

Selon le chef cuisinier français Régis Marcon de Saint-Bonnet-le-Froid, en Auvergne,, le Tricholome prétentieux est une des espèces emblématiques de son enfance et de sa région. Très apprécié localement, sa récolte et sa consommation sont pourtant relativement récentes. En effet, avant les années 1950, les communautés rurales ne le consommaient pas malgré son abondance, et la cueillette ne semble avoir débuté qu'à la demande des négociants. Ce champignon est par contre largement consommé dans les Vosges au moins depuis le XIXe siècle, et il est aujourd'hui courant de le rencontrer sur les étals des marchés de France.
Avec le Petit-gris, le Tricholome prétentieux fait partie des champignons les plus cueillis au nord de la péninsule Ibérique,. À titre indicatif, ce sont en moyenne 500 tonnes de ces deux espèces qui sont récoltées chaque année en Espagne, essentiellement à destination des consommateurs catalans. Mais comme en France, son usage est disparate ; par exemple, la population de Cantabrie le délaisse alors que ses poussées peuvent y être abondantes.
En Italie, T. portentosum fait l'objet d'une consommation importante sur le plateau de Sila, dans la province d'Imperia et dans les Groane en Lombardie. Malgré son abondance, il est par contre peu consommé dans les provinces de Coni et de Savone. Les raisons avancées pour expliquer cette absence de consommation seraient la présence du toxique T. josserandii et leurs poussées simultanées. À l'inverse, la consommation traditionnelle du Tricholome prétentieux serait favorisée par l'absence du Tricholome de Josserand, ou sa faible présence et des poussées asynchrones ainsi que des usages permettant de limiter la toxicité du dit champignon.
Les mycophages allemands, tchèques et slovaques le récoltent également en masse. Il est aussi consommé en Slovénie, en Biélorussie, en Bulgarie, en Ukraine, en Russie, au Kirghizistan, en Chine et au Japon, ainsi que dans une moindre mesure dans l'Est de l'Amérique du Nord.

### Usages culinaires
Pour le cuisiner, Régis Marcon lui enlève sa cuticule d'une part pour le nettoyer en raison des nombreuses aiguilles de pin collées, et d'autre part car sa peau est mucilagineuse et colle au palais. Aussi, cette préparation permet de lever le doute quant à la présence éventuelle du toxique Tricholome de Josserand, difficilement pelable. Il le prépare comme des moules marinières avec une cuisson rapide, soit 2 à 3 minutes, ou revenu 5 minutes à la poêle à feu vif puis cuit à feu doux casserole couverte durant 20 minutes, le tout accompagné de bâtons de citronnelle et de vin blanc sec. Le jus de cuisson est conservé comme base pour confectionner une sauce marinière. Ce champignon présente une odeur et une saveur farineuse iodée et développe un goût d'huître à la mastication,. Jeune, il se prête facilement à la conserverie et se congèle bien, même s'il prend un peu d'amertume avec le temps.

### Constituants

Structure chimique du portenstérol, métabolite secondaire de T. portentosum.

La chair fraîche du sporophore contient 93 % d'eau, 3,64 % de glucides, 2,12 % de protéines, 0,81 % de cendres brutes, 0,38 % de matières grasses et a un pouvoir calorifique de 112 kilojoules par 100 grammes environ. La part de fibres alimentaires dans la matière sèche est d'environ 45 %, la teneur en protéines d'environ 16 %, dont 61,8 % sont des acides aminés essentiels avec la leucine, l'isoleucine et le tryptophane. Ce champignon est particulièrement riche en acide glutamique, molécules responsables de son odeur. Selon le score chimique corrigé de la digestibilité, l'exploitabilité biologique du mélange de protéines contenu est supérieure à celle de la plupart des mélanges de protéines végétales mais inférieure à celle du lait, des œufs et de la viande. La teneur en matières grasses est de 5,7 % du poids sec, dont plus de 75 % d'acide oléique (acide gras mono-insaturé), d'acide linoléique et d'acide stéarique (acide gras poly-insaturé). Quant aux métabolites secondaires, T. portentosum est composé de nombreux stérols, et plus spécifiquement d'ergostérol et de portenstérol.
Ces constituants sont comparables à ceux obtenus chez les Tricholomataceae et autres champignons sauvages comestibles. Seules les proportions d'acides gras insaturés et polysaturés sont inversées, en faveur de l'acide oléique pour T. portentosum, caractéristique partagée avec Tricholoma terreum, le Petit-gris. Vu les quantités de lipides présentes dans le champignon frais, ce paramètre n'a pas d'intérêt du point de vue nutritionnel, mais il importe du point de vue chimiotaxonomique et par conséquent de la différenciation taxonomique au sein de la famille des Tricholomataceae.

### Bioaccumulation
Pour un article plus général, voir Bioaccumulation.

#### Métaux lourds
Les chapeaux et pieds du Tricholome prétentieux et autres Tricholomes comestibles provenant de zones non polluées des régions du sud et du nord de l'Europe peuvent être considérés comme des aliments à faible risque du point de vue de l'apport tolérable en mercure (Hg). Concernant le plomb (Pb) et le cadmium (Cd), T. portentosum s'avère être un très faible bioaccumulateur.

#### Radioactivité
Des analyses radiologiques effectuées par le laboratoire de la CRIIRAD sur des Tricholomes prétentieux récoltés en Ardèche en novembre 2015 montrent une radioactivité au césium 137 de 630, 20 et 8 Bq/kg de matière sèche, ce qui correspond respectivement à 36, 2,2 et 0,4 Bq/kg de matière fraîche. Ces résultats hétérogènes sont moyens en comparaison avec les autres espèces analysées lors de cette étude avec un minimum de 50 Bq/kg sec pour des Trompettes de la mort d'Isère et de Savoie et un maximum de 2 200 Bq/kg sec pour des Petits-gris de la Drôme. Quant au césium 134, ses activités sont inférieures à la limite de détection, qui est de l'ordre de 2 Bq/kg sec, ceci étant dû à sa faible longévité. En France, il n'existe pas de limite applicable à la contamination radioactive des aliments produits sur le territoire national. En revanche, depuis 1986, selon l'Union européenne, un aliment provenant de Biélorussie ou d'Ukraine ne doit pas dépasser 600 Bq/kg frais ; depuis 2012, selon une règlementation française, un aliment provenant du Japon ne doit pas dépasser 100 Bq/kg frais.

### Potentiel thérapeutique
Il n'existe pas de rapport d'usage médicinal traditionnel pour T. portentosum. Comme d'autres Basidiomycètes, le champignon contient cependant certaines molécules actives (polysaccharides, composés phénoliques) qui font l'objet de recherches dans le cadre du développement de nouveaux produits biotechnologiques. Plusieurs études in vitro de ces composés ont montré des activités antitumorale, antibiotique (contre les bactéries à Gram positif), antifongique (contre Cryptococcus neoformans) et fibrinolytique.

## Essai de mise en culture
En 2007, une équipe de chercheurs japonais a expérimenté la mise en culture de trois espèces de Tricholomes mycorhiziens considérées comme comestibles au Japon : Tricholoma portentosum, T. saponaceum et T. terreum. Ayant formé des ectomycorhizes avec des semis de Pinus densiflora in vitro, les champignons ont été maintenus en culture ouverte en pot pendant trois ans dans des conditions de laboratoire. Tricholoma portentosum et T. saponaceum ont produit plusieurs fois des sporophores. Pour T. terreum, qui a produit un seul corps fructifère au cours de la troisième année, il s'agit du premier rapport de production de champignons dans des conditions contrôlées. L'observation morphologique des fructifications a montré qu'elles étaient matures, c'est-à-dire que le chapeau, le pied, les lames et les spores étaient bien formés. Ces résultats suggèrent que la culture de ces trois Tricholomes comestibles est envisageable.

## Illustrations des variétés
1. ↑  « Tricholoma portentosum var. album Jacquet. ex Bon 1976 », sur Société Mycologique d'Alès.
2. ↑  « Tricholoma portentosum var. lugdunense Bon, 1976 », sur 123pilzsuche.de.